# Latein im Recht
Traditionell drückt man Rechtsgrundsätze gern durch lateinische Begriffe oder Wendungen aus. Viele davon sind aus der römischen Antike überliefert, da insbesondere das deutsche Zivilrecht in wesentlichen Bereichen auf dem antiken Römischen Recht basiert. Viele lateinische Wendungen sind aber auch Neuprägungen aus jüngerer Zeit oder stammen aus dem kanonischen Recht. So kannten die alten Römer beispielsweise weder die culpa in contrahendo noch die nulla-poena-Grundsätze.

## A
Aestimatio
„Schätzung“: Bewerten in Geld, im weiteren Sinne auch Beurteilen eines Sachverhalts.
A iure nemo recedere praesumitur
„Rechtsverzicht darf nicht ohne Weiteres vermutet werden.“
a posteriori
„Von dem, was nachher kommt“
a priori
„Vom Früheren her“: Vorausgesetzt/vorangestellt oder von vornherein
A limine
„von der Schwelle/Schranke [des Gerichts]“: Sammelbegriff für (negative) gerichtliche Entscheidungen, die typischerweise durch Beschluss, ohne vorherige mündliche Verhandlung und ohne Beweisaufnahme ergehen. In Österreich auch a-limine-Zurückweisung.
Aberratio ictus
„Fehlgehen des Schlages“: Figur der Versuchslehre im Strafrecht. Im Gegensatz zum Fall, bei dem sich der Täter nur über die Identität des Opfers irrt (error in persona vel in obiecto), verfehlt der Täter hier das Ziel, obwohl er das Richtige anvisiert hat.
Ab ovo
„Vom Ei an“: Vom Anfang an.
Abundans cautela non nocet
„Überflüssige Vorsicht schadet nicht“: Unnötige rechtliche Absicherungsmaßnahmen sind unschädlich.
Abusus non tollit usum
„Missbrauch hebt den rechten Gebrauch nicht auf“: Ein Recht darf nicht unterbunden werden, nur weil es mitunter missbraucht wird (Übermaßverbot).
Acceptio
„Annahme“: Eine grundsätzlich empfangsbedürftige Willenserklärung, die auf den Abschluss eines angebotenen schuldrechtlichen Vertrags gerichtet ist.
Accessio cedit principali
„Die Nebensache folgt der Hauptsache“: Grundsatz, nach dem das rechtliche Schicksal einer Nebensache dem der Hauptsache folgt.
Accidentalia negotii
„Geschäfts-Nebenpunkte“: zusätzliche Abreden über Nebenpflichten und andere Nebenpunkte des Vertragsinhalts. Siehe auch essentialia negotii und naturalia negotii
Acta iure gestionis
„Wirtschaftliche juristische Handlungen“: Wirtschaftliche Aktivitäten eines Staats, welche er im Ausland ausführt und für die er nicht immun vor der Jurisdiktion des ausländischen Staats ist (Privatwirtschaftsverwaltung). Siehe auch acta iure imperii.
Acta iure imperii
„Hoheitliche juristische Handlungen“: Aktivitäten eines Staats, für die er immun vor der Jurisdiktion ausländischer Staaten ist (Hoheitsverwaltung). Siehe auch acta iure gestionis.
Actio illicita in causa
Der Einwand, dass ein Notwehrrecht nicht bestehe, weil die Notwehrlage durch den Verteidiger provoziert wurde.
Actio libera in causa
„Eine Handlung, die ihrem Grunde nach frei ist“: Rechtskonstruktion im Strafrecht mit vorverlagerter Schuld kraft Fiktion. Wer sich nach einem „nüchtern“ gefassten Beschluss, eine Straftat zu begehen, vor der Tatausführung gezielt betrinkt, um sich auf Zurechnungsunfähigkeit wegen Trunkenheit bei der Tatausführung berufen zu können, dringt damit nicht durch. Dem Täter wird seine Tat trotzdem als schuldhafte Vorsatztat zugerechnet, weil er zum Zeitpunkt des Tatentschlusses nüchtern und damit zurechnungsfähig war.
Actio negatoria
„Eigentumsfreiheitsklage“: Beseitigungs- und Unterlassungsanspruch des Eigentümers.
Actio pro socio
„Eine Klage in der Eigenschaft als Gesellschafter“: Die Fähigkeit eines Gesellschafters, gegen andere Gesellschafter im Namen der Gesellschaft Prozess zu führen (Prozessstandschaft).
Actio Publiciana
„Klage aus dem rechtlich vermuteten Eigentum“: Besitzschützende Klage im Sachenrecht, die auf Herausgabe der Sache oder Unterlassung von Störungen gerichtet ist.
Actor sequitur forum rei
„Der Kläger folgt dem Gerichtsort des Beklagten“: Grundsatz, nach dem regelmäßig der Gerichtsstand am (Wohn-)Sitz des Beklagten Gerichtsstand ist.
Actori incumbat probatio
„Dem Kläger obliege die Beweislast“.
Actus contrarius
„Gegenakt“: Mit dem Begriff umschreibt man schlagwortartig die These, dass eine Rechtshandlung und eine Handlung, die das Gegenteil bewirkt, dieselbe rechtliche Qualität haben. Beispiel: Nicht nur die Erteilung einer Genehmigung ist ein Verwaltungsakt, sondern auch die Aufhebung der Genehmigung.
Actus reus
„schuldige Handlung“: Umschreibt im Strafrecht den objektiven (äußeren) Tatbestand und ist Voraussetzung der Strafbarkeit dessen (siehe auch Mens rea)
Ad litem
„Zum Prozess“: eine zu einem bestimmten Gerichtsverfahren zugezogene Person (Richter, Vormund, Verfahrenspfleger, Nachlassverwalter)
Aditio hereditatis
„Annahme der Erbschaft“. Siehe auch delatio hereditatis
Adoptio naturam imitatur
„Die Adoption imitiert die Natur“: Durch eine Adoption werden dieselben Rechtsfolgen ausgelöst wie bei einem leiblichen Kind.
Ad tempus concessa post tempus censentur denegata
„Was auf Zeit eingeräumt ist, wird nach Ablauf der Zeit automatisch verwehrt.“ (Codex Justinianus 10, 61, 1).
Ad impossibilia nemo tenetur
„Niemand ist verpflichtet, Unmögliches zu erbringen.“: Siehe ultra posse nemo obligatur.
Ad nutum
„Auf Weisung“: Übertragung einer Leitungsaufgabe bis auf Widerruf. Erfolgt im Kirchenrecht und im Gesellschaftsrecht, beispielsweise beim Bestellen eines Geschäftsführers einer GmbH, vgl. § 38 Abs. 1 GmbHG.
Affectio societatis
Wille, Gesellschafter einer Gesellschaft zu werden.
Alias facturus
Siehe omnimodo facturus.
Alibi
„Anderswo“: Wer ein Alibi hat, kann nachweisen, dass er sich zum Zeitpunkt einer Tat anderswo aufgehalten hat und daher nicht der Täter sein kann.
Aliud
„Etwas Anderes“: Bezeichnung des Anspruchsziels. Wird zur Erfüllung einer Verpflichtung der falsche Gegenstand gegeben, spricht man vom aliud; ist er hingegen nur mangelhaft, von einem peius. Vor der Schuldrechtsreform bestand im Recht Deutschlands bei Kaufverträgen im Falle eines aliud der Erfüllungsanspruch fort, während bei einem peius Gewährleistungs- oder Schadenersatzansprüche bestanden. Inzwischen werden im Recht Deutschlands die Lieferung einer falschen Sache und die mangelhafte Leistung gleichgestellt (§ 434 Abs. 5 BGB).
Alteri stipulari nemo potest
„Niemand kann sich etwas zu Gunsten eines Dritten versprechen lassen.“: Gilt weder im deutschen noch im Schweizer Recht; hierzu: Vertrag zugunsten Dritter und Vertrag mit Schutzwirkung für Dritte.
Amicus curiae
„Freund des Gerichts“: Eine Person oder Organisation, die sich im common law an einem Verfahren beteiligt, ohne Partei zu sein, und dem Gericht mit ihren Äußerungen hilft, eine Entscheidung zu finden. Diese Rechtsfigur ist dem deutschen wie dem schweizerischen Recht fremd.
Animus auctoris
„Urheberwille“: im Strafrecht der Wille, eine Tat zu begehen, im Gegensatz zum Willen, sich nur an der Tat zu beteiligen (animus socii).
Animus belligerendi
„Kriegsführungswille“.
Animus donandi
„Schenkungswille“.
Animus furandi
„Absicht zu stehlen“.
Animus iniurandi
„Beleidigungsabsicht“.
Animus necandi
„Tötungsvorsatz“
Animus possidendi
„Eigenbesitzwille“: Siehe auch animus rem sibi habendi.
Animus recipiendi
„Empfangswille“.
Animus rem alteri gerendi
„Wille, ein Geschäft für einen anderen zu führen“: Geschäftsbesorgungswille. Siehe auch Geschäftsführung ohne Auftrag.
Animus rem alteri habendi
„Wille, eine Sache für einen anderen zu besitzen“: Inhaberwille. Siehe auch animus rem sibi habendi.
Animus rem sibi habendi
„Wille, eine Sache für sich selbst zu besitzen“: Eigenbesitzwille.
Animus socii
„Wille des Gesellschafters“: im Strafrecht der Beteiligungswille an der Haupttat (Anstiftung, Beihilfe)
Animus testandi
„Testierwille“.
arguendo
Erläuternde, also nicht entscheidungserhebliche Ausführungen des Gerichts
Argumentum a fortiori
„Schluss vom Stärkeren her“: Größenschluss, Erst-Recht-Schluss – siehe argumentum a maiori ad minus und argumentum a minori ad maius: juristische Argumentationstechnik zur Untermauerung der These durch Verweis auf ihre höhere im Vergleich zu etwas bereits bewiesenem
Argumentum a maiore ad minus
„Schluss vom Größeren auf das Kleinere“.
Argumentum a minori ad maius
„Schluss vom Kleineren auf das Größere“.
Argumentum ad absurdum
„Schluss aus dem Absurden“: juristische Argumentationstechnik zur Untermauerung der These durch Entlarvung des absurden Ergebnisses der anderen Auslegung
Argumentum ad autoritate
„Schluss aus dem Höherrangigen“ (Präjudiz): juristische Argumentationstechnik zur Untermauerung der These durch Verweis auf eine übereinstimmende höherrangige Meinung
Argumentum e contrario
„Gegenschluss“, „Umkehrschluss“, Ungleichheitsschluss: juristische Argumentationstechnik zur Untermauerung der These mit der Falsifizierung des Gegenteils (Gegenstück zur Analogie)
Argumentum e simile
„Gleichheitsschluss“ (Analogie): juristische Argumentationstechnik zur Untermauerung der These mit durch Beanspruchung der Gleichbehandlung von Gleichem
Argumentum lege non distinguente
„Begründung für die Zulässigkeit einer Analogie“
Audiatur et altera pars
„Auch die andere Seite soll angehört werden.“ Grundsatz, dass in einem Gerichtsverfahren immer beiden Seiten das Recht zugesprochen wird, sich zu äußern. Variante: „et altera pars audiatur“.
Aulus Agerius
Im römischen Klageformular Platzhalter für den Namen des Klägers. Siehe auch Numerius Negidius.
Aut dedere aut iuridare
„Entweder übergeben oder richten“: Ein Staat ist verpflichtet, einen Verbrecher entweder auszuliefern oder selbst vor Gericht zu stellen.

## B
Beneficium cohaesionis
Wird im Strafprozess durch ein Rechtsmittel ein Urteil geändert, wirken sich die vorteiligen Änderungen auch auf die anderen Beteiligten aus, wenn diese betroffen sind. Vgl. § 295 Abs. 1 S. 2 StPO (Berufung); § 290 Abs. 1 S. 2 (Nichtigkeitsbeschwerde)
Beneficium excussionis realis
Die Einrede, die dem Schuldner in der Beitreibung zur Verfügung steht, dass der Gläubiger zuerst ein Pfand zu verwerten habe, bevor er auf das Vermögen des Schuldners greift. Siehe auch beneficium excussionis personalis.
Beneficium excussionis personalis
Die Einrede in der Beitreibung, dass ein Pfand erst dann verwertet werden darf, wenn das Vermögen des Schuldners hierzu nicht ausreicht. Siehe auch beneficium excussionis realis.
Benigna interpretatio
Der „Grundsatz der wohlwollenden Auslegung“ beruht auf der Überlegung, dass es dem Erblasser im Allgemeinen auf den beabsichtigten wirtschaftlichen Erfolg seiner Verfügung von Todes wegen und weniger auf den rechtstechnischen Weg ankommt. Lässt eine letztwillige Verfügung mehrere Deutungen zu, so ist nach § 2084 BGB derjenigen Auslegungsmöglichkeit der Vorrang zu geben, bei der die Verfügung Erfolg haben kann.
Bona fide/Bona fides
Gutgläubig/Guter Glaube: Siehe auch mala fide.
Bonus (ac diligens) pater familias
„Der gute (und vorsichtige) Familienvater“: Bezeichnung für eine abstrakte Person, die der Richter als Referenznorm zur Beurteilung eines gewissen Verhaltens benutzt, im Sinne von „Hätte ein guter und vorsichtiger Familienvater auch so gehandelt?“.
Brevi manu traditio (oder Traditio Brevi Manu)
„Übergabe kurzer Hand“: Übereignung ohne Übergabe (vgl. § 929 S. 2 BGB). Siehe auch longa manu traditio.
Bellum iustum
„Gerechter Krieg“.

## C
Casum sentit dominus
„Einen Zufall trägt der Eigentümer.“ D. h. „Der Eigentümer trägt den Schaden“: Regel für die Zurechnung des Schadensersatzes im Fall des zufälligen Untergangs oder der zufälligen Verschlechterung einer Sache.
Casus
„Fall“.
Casus Belli
„Kriegsfall“: Eintreten der Bedingungen, die von einem Staat als Kriegsgrund betrachtet werden.
Casus fortuitus
„Zufallsereignis“: Niederer Zufall, d. h. eine Unterart höherer Gewalt, der sich aus einem von Menschenhand geschaffenen Ereignis (z. B. Streik, Bürgerunruhe oder Krieg) ergab.
Causa criminalis non praeiudicat civili
„Ein Strafprozess greift einem Zivilprozess nicht vor“. Bedeutet vornehmlich: Ein Zivilrichter ist an das verhängte Strafurteil nicht gebunden.
Caveat emptor
„Der Käufer sei wachsam“: Offensichtliche Mängel führen zu keinen Gewährleistungsansprüchen, wenn der Käufer sie bereits beim Kauf erkennen konnte.
Certiorari
„Bestimmen, zulassen“: Als Rechtsbegriff bedeutet certiorari, dass sich ein übergeordnetes an ein untergeordnetes Gericht wendet, um seine Entscheidung zu überprüfen (römisches Recht) oder die Akten eines Falles anzufordern (modernes europäisches Recht).
Cessante ratione legis cessat ipsa lex
„Fällt der Sinn eines Gesetzes weg, so fällt das Gesetz selbst weg.“
Cessio in securitatem debiti
„Abtretung, um eine Schuld zu sichern“: Sicherungsabtretung, -zession.
Cessio legis
„Forderungsübergang kraft Gesetzes“. Vgl. etwa § 774 Abs. 1 BGB.
Cessio necessaria
„Notwendiger Forderungsübergang“.
Clausula antiborussica
„Klausel, die gegen Preußen gerichtet ist“.
Clausula rebus sic stantibus
„Bestimmung der gleich bleibenden Umstände“: Grundsatz, der davon ausgeht, dass die Parteien bestimmte Grundlagen des Vertrages als unveränderlich vorausgesetzt haben. Wenn sich diese nun wider Erwarten ändern, kann der Richter den Vertrag entsprechend anpassen oder sogar aufheben.
Clausula si omnes
„Allbeteiligungsklausel“: Sie besagt, dass die Konventionen im Fall eines Krieges beziehungsweise bewaffneten Konflikts nur gelten sollen, wenn alle an diesem Konflikt beteiligten Staaten Vertragsparteien des jeweiligen Abkommens sind.
(Quamquam) Coactus tamen volui (auch kurz coactus volui)
„(Obwohl) Gezwungen, habe ich es dennoch gewollt“: Das Rechtssubjekt setzt eine Handlung aus eigenem Willen und nutzt seine Möglichkeiten zur Gestaltung, sei dieser Wille auch gebeugt bzw. der Raum zur Gestaltung durch einen Dritten eingeschränkt (siehe vis compulsiva).
Commodum ex negotiatione (cum re)
Veräußerungserlös: Surrogat, welches der Verkäufer für den Verkauf des Gegenstands erhält. Hat sich jemand einer Sache ungerechtfertigt bereichert und diese sodann verkauft, so kann der Berechtigte nach h. M. nur den Wert, nicht aber den darüber hinausgehenden Veräußerungserlös herausverlangen, vgl. § 818 Abs. 1, 2 BGB.
Commodum ex re
Surrogat, welches der jemand für den Verlust eines Gegenstands erhält. Kann ggf. gem. § 285 Abs. 1 BGB herausverlangt werden (sog. stellvertretendes Commodum).
Communio incidens
Gruppe deren Mitglieder eine Rechtsgemeinschaft ohne vertragliche Grundlage bilden. Anders als die mit einem Vertrag (und damit einhergehender konsensualen Willenserklärung der Parteien) gegründete Gesellschaft (societas), gründet sich eine communio incidens auf eine zufällige Ereignung, auf ein Gesetz oder auf eine letzte Willenserklärung. (Siehe auch: Schicksalsgemeinschaft)
Condicio sine qua non
„Bedingung, ohne die nicht“: Umstand, der nicht hinweggedacht werden kann, ohne dass ein bestimmter Erfolg entfiele. Diese Faustformel dient im Straf- und Deliktsrecht zur generellen Bestimmung, ob eine Handlung kausal für etwas war.
Condictio
Anspruch auf Herausgabe aus ungerechtfertigter Bereicherung. In der juristischen Fachsprache wird auch der Begriff „Kondiktion“ verwendet. In Deutschland hat man in bewusster Anlehnung an die römische condictio die §§ 812 ff. BGB (ungerechtfertigte Bereicherung) entworfen, in der Schweiz die Art. 62 ff. OR, in Österreich die §§ 877, 921, 1174 sowie 1431–1437 ABGB.
Condictio causa data non secuta
Rückforderung mangels Eintritts des bei Abschluss eines Geschäfts erwarteten Erfolgs. In Österreich: condictio causa data causa non secuta (§ 1435 ABGB analog).
Condictio indebiti
„Rückforderung von Ungeschuldetem“: Condictio aus Bezahlung einer Nichtschuld.
Condictio ob causam finitam
Sogenannte Leistungskondiktion: Rückforderungsanspruch, wenn der ursprünglich bestehende Rechtsgrund später wegfällt (im deutschen Recht § 812 Abs. 1 Satz 2 Fall 1 BGB). In Österreich wird diese Klage condictio causa finita (§ 1435 ABGB) genannt.
Condictio ob rem
Kondiktion bei Nichteintritt des nach dem Inhalt des Rechtsgeschäfts bezweckten Ziels (§ 812 Abs. 1 Satz 2 Fall 2 BGB).
Condictio ob turpem vel iniustam causam
„Rückforderung aufgrund von Unsittlichkeit oder Unrecht“: Es besteht nach § 817 BGB ein bereichungsrechtlicher Anspruch auf Rückgewähr, wenn die Annahme einer Leistung gegen die guten Sitten oder das Gesetz verstieß.
Condictio sine causa
„Rückforderung aus einer grundlos erfolgten Zuwendung“.
Consensus gentium
„Übereinstimmung der Völker“ bezüglich einer Idee, einer Annahme (Meinung) oder eines Glaubens: Argumentation, wonach bestimmte Prinzipien wahr sind oder sein müssen, wenn sie von einer Mehrheit getragen wird.
Constitutum Possessorium
Besitzkonstitut: Besondere Vereinbarung beim Eigentumserwerb an beweglichen Sachen im Sachenrecht.
Consuetudo
„Gewohnheit“: Auch im Sinne von Gewohnheitsrecht verwendet.
Contra bonos mores
„Gegen die guten Sitten“.
Contra legem
„Gegen das Gesetz“.
Contra omnes
„Gegen alle“.
Contra proferentem
Auslegungsregel, nach der im Vertragsrecht Klauseln bei Ungenauigkeit zulasten des Vertragsgestalters auszulegen sind. (vgl. § 305c Abs. 2 BGB)
Coram publico
„In aller Öffentlichkeit“, „vor aller Welt“, „öffentlich“: Schauprozess; vor den Augen der Öffentlichkeit ausgetragener Prozess. Einen Streit coram publico austragen.
corpore et animo
„Körper und Geist“, Sachherrschaft (tatsächliche Gewalt über die Sache) und Herrschaftswille bzw. Besitzwille (Wille die Sache als die seine zu haben) als zwingende Bedingungen des Besitzes
corpus
„Körper“, tatsächliche Herrschaftsgewalt über eine Sache
Corpus iuris civilis
Sammelbezeichnung für das unter dem oströmischen Kaiser Justinian zusammengestellte Gesetzeswerk nebst ergänzenden Novellen. Es handelt sich um das Werk, welches zur Hauptquelle des in späteren Jahrhunderten in Europa rezipierten römischen Rechts überhaupt wurde. Die Bezeichnung als Corpus iuris civilis stammt nicht von Justinian, sondern aus der Rezeptionsgeschichte.
Cui bono?
„Wer hat den Nutzen?“: Frage im Strafrecht, die darauf abzielt, dass der Täter in der Gruppe der Personen zu suchen ist, die einen Vorteil von der Tat haben.
Cuius est commodum, eius est periculum
„Wessen das Gut, dessen ist die Gefahr“: Grundsätzlich trägt der Eigentümer einer Sache die Gefahr der (zufälligen) Verschlechterung. Der Grundsatz wird auch bei der Gefährdungshaftung angewendet, bei der eine an sich gefährliche Handlung von der Rechtsordnung zwar erlaubt ist, der Handelnde jedoch für aus der Handlung resultierende Schäden haftet (z. B. Autofahren als (positives) Gut und einer verschuldensunabhängigen Haftung für Unfälle als Gefahr).
Cuius regio, eius religio
„Wessen Land/Herrschaft, dessen Glaube“: Grundsatz, wonach das Land und seine Bewohner grundsätzlich der gleichen Konfession angehören müssen wie der Landesherr. Kein römischer Rechtssatz, sondern eine staatsrechtliche Zuordnungsregel im Heiligen Römischen Reich Deutscher Nation in der frühen Neuzeit.
Culpa
1. „Verschulden“ im weiteren und „Fahrlässigkeit“ im engeren Sinn (Zivilrecht)
2. Schuld (Strafrecht)

Culpa in contrahendo
„Verschulden beim Vertragsschluss“: Während Vertragsverhandlungen gilt bereits ein vertragsähnliches Vertrauensverhältnis, dessen schuldhafte Verletzung zu Schadenersatz führen kann. Insbesondere besteht eine Pflicht zur Offenlegung wichtiger Umstände, die den abzuschließenden Vertrag betreffen und die die Gegenpartei nicht kennt.
Culpa in eligendo (auch Auswahlverschulden)
„Verschulden [oder Fehler] bei der Auswahl“: Haftung eines Vertreters gegenüber dem Vertretenen für die Auswahl und Einsetzung eines ungeeigneten Dritten als Sub-Vertreter.
Culpa post contractum finitum
„Verschulden nach beendetem Vertrag“: Auch nach beendetem Vertrag können Schadenersatzansprüche aus nachvertraglicher Pflichtverletzung entstehen.
Culpa lata
„Grobe Fahrlässigkeit“.
Culpa levis
„Leichte Fahrlässigkeit“: Wird unterschieden in culpa levis in abstracto und culpa levis in concreto, je nachdem ob der bonus pater familias oder das alltägliche Verhalten einer Person als Referenz gilt.
Culpa levissima
„Leichteste Fahrlässigkeit“.
Cum beneficio inventarii
„Unter Inventarvorbehalt“: Annahme unter Inventarvorbehalt, Annahme unter öffentlichem Inventar.
Cum grano salis
„Mit einem Korn Salz“: Sinngemäßer Zusatz zu einer Aussage, um anzudeuten, dass diese nicht in jedem Fall wahr (oder aber auch nicht nur rein falsch) sein muss.
Cum viribus patrimonii (auch cum viribus hereditatis)
Die Haftung eines Schuldners erfasst nicht sein ganzes Vermögen, sondern ist auf gewisse Vermögensgegenstände (z. B. ein verpfändetes Auto) beschränkt. Gegensatz ist der pro viribus patrimonii.
Cura
„Sorgfalt“:
1. im Bereich der Haftung für Hilfspersonen. Nur wenn alle drei curae (cura in custodiendo (Sorgfalt bei der Überwachung), cura in eligendo (Sorgfalt bei der Auswahl) und cura in instruendo (Sorgfalt bei der Instruktion)) erfüllt sind, haftet der Beauftragte nicht für seine Hilfspersonen. Die vertragliche Hilfspersonenhaftung ist im Schweizer Recht in Art. 101 OR geregelt, welche aber als Ausnahme eine Art Kausalhaftung vorsieht und man sich nicht mit dem Sorgfaltsbeweis (alle drei curae) von der Haftung befreien kann.[8] Die ausservertragliche Hilfspersonenhaftung ist in Art. 55 OR (sog. Geschäftsherrenhaftung). Mit dem Bundesgerichtsurteil BGE 110 II 456ff. (sog. Schachtrahmenfall) hat das Schweizer Bundesgericht eine weitere Sorgfaltspflicht, die cura in organisando (Sorgfalt bei der Betriebsorganisation, z. B. mit Qualitätskontrollen) festgelegt.
2. cura minorum: Pflegschaft; Parteien: curator ‚Pfleger‘, curandus ‚Pflegling‘.

## D
Da mihi factum, dabo tibi ius
„Gib mir die Tatsachen, ich gebe dir das Recht.“: Bezeichnung des Grundsatzes, dass die Parteien eines Zivilprozess dem Gericht nur die Sachlage vortragen dürfen (aber auch müssen) und alleine der Richter für die rechtliche Würdigung zuständig ist. Im heutigen Recht ist die Regel so zu verstehen, dass der Richter nicht an die von den Parteien behauptete Rechtslage gebunden ist und eine eigene Subsumtion vornehmen muss.
Damnum emergens
„Positiver Schaden“: Zerstörung oder Verminderung eines vorhandenen Vermögensguts, im Gegensatz zum (potenziell) entgangenen Gewinn. Siehe auch lucrum cessans.
Damnum et interesse
„Schaden und Interesse“: Schadensersatz
Datio in solutum
„Gabe zahlungshalber“: Leistung an Erfüllungs statt, Leistung erfüllungshalber
de cujus
„der Verstorbene“
de facto
„nach den Tatsachen“
de jure
„von Gesetzes wegen“
de lege abrogata
„nach aufgehobenem/abgeschafftem Recht“: Beschreibt die Rechtssituation nach der alten Rechtslage.
de lege ferenda
„nach zu machendem Recht“: Beschreibt die Rechtssituation, die unter einer erst noch in Kraft zu setzenden Rechtsnorm gelten wird. Siehe auch de lege lata.
De lege lata
„Nach gelegtem Recht“: Beschreibt die derzeit geltende Rechtssituation im Unterschied zu einem Rechtszustand, der durch eine (geplante) Rechtsnorm herbeigeführt wird (de lege ferenda).
Debet
„Er schuldet.“
Debet quis juri subjacere, ubi deliquit.„Man muss sich dort rechtlich verantworten, wo man sich vergangen hat.“ Für Anklage und Verfahren ist das Gericht des Tatorts zuständig.
Debitor
„Schuldner“
Debitor cessus
Schuldner einer abgetretenen Forderung
Debitum fundi
„Grundschuld“
Declaratio voluntatis
„Willenserklärung“: die Äußerung eines auf eine Rechtsfolge gerichteten Willens
Delatio hereditatis
„Eröffnung der Erbschaft, Erbschaftsanfall“. Siehe auch aditio hereditatis.
Delegatus non potest delegare
„Ein Delegierter kann nicht delegieren.“: Grundregel, dass die Berechtigung eines Bevollmächtigten nicht weiter reichen kann als die Vollmacht selbst, so dass ein Bevollmächtigter normalerweise nicht berechtigt ist, Untervollmachten zu erteilen, es sei denn, seine Vollmacht umfasst auch dieses Recht. Siehe auch nemo plus iuris transferre potest quam ipse habet.
Delictum sui generis
„Delikt eigener Art“: Die gleiche strafbare Handlung (Delikt) kann, je nach konkreter Art der Durchführung (Abwandlung), auf die Sanktion durch das Strafrecht erleichternd (privilegierte Delikte) als auch erschwerend (qualifizierte Delikte) wirken. Eine solche Kombination aus Delikt und Abwandlung kann auch ein eigenständiges Delikt („eigener Art“) darstellen. Ein Beispiel hierzu ist der strafrechtliche Unterschied von Mord und Totschlag, obwohl die tote Person als Ergebnis (Erfolg) bei beiden Delikten gleich ist.
Derelictio
„Eigentumsaufgabe“
Desponsatio
„Verlobung“
Dicta et promissa
„Gesagtes und Versprochenes“: Ausdrückliche Zusicherungen
Dies a quo
„der Tag, von dem an(gezählt wird)“: der Beginntag einer Frist
Dies ad quem (computatur)
„der Tag, zu dem hin (gerechnet wird)“: der Endtag einer Frist
Dies interpellat pro homine
„Der Termin mahnt an Stelle des Menschen.“: Entbehrlichkeit einer Mahnung nach § 286 Abs. 2 Nr. 1 BGB.
Diligentia quam in suis (rebus adhibere solet)
„Sorgfalt wie in eigenen (Dingen angewendet werden soll)“: Die Sorgfalt, wie man sie auch in eigenen Angelegenheiten aufbringt. Diese wird in bestimmten Ausnahmefällen als Fahrlässigkeitsmaßstab akzeptiert und führt dann regelmäßig zu einer geminderten Haftung, normiert in § 277 BGB.
Do ut des
„Ich gebe, damit du gibst.“: Ausdruck der Annahme eines synallagmatischen, auf gegenseitigem Nehmen und Geben beruhenden Leistungsverhältnisses zwischen Vertragsparteien. Bedeutet nicht zwingend die Verpflichtung zur Leistung Zug um Zug.
Dolo agit (qui petit, quod statim redditurus est)
„Böswillig handelt (wer fordert, was er sofort wird zurückgeben müssen)“: Diese Wendung leitet sich aus dem Rechtsgrundsatz ab, dass man seine Rechte bei Rechtsmissbrauch nicht durchsetzen kann; jedenfalls steht dem Schuldner die dolo-agit-Einrede zu. Siehe auch exceptio doli.
Dolo facit, qui petit, quod statim redditurus est
Siehe dolo agit (qui petit, quod statim redditurus est).
Dolo
„Arglistig“, „schuldhaft“
Dolus
je nach Zusammenhang „Vorsatz“, „Schuld“ oder „Verschulden“
Dolus alternativus
„alternativer Vorsatz“: Der Täter hat einen Tatentschluss, weiß aber nicht, welchen der beiden sich ausschließenden Tatbestände er erfüllen wird.
Dolus antecedens
„[Der Tat] vorangehender Vorsatz“. Siehe auch dolus subsequens.
Dolus bonus
„guter Vorsatz“
Dolus directus
„direkter [das heißt unbedingter] Vorsatz“: Der Täter weiß um das Ergebnis seiner Tat und will dieses so auch erreichen.
Dolus eventualis
„Eventual- [das heißt bedingter] Vorsatz“: Im Gegensatz zum dolus directus will der Täter den Erfolg der Tat nicht unbedingt, aber er findet sich ohne Weiteres damit ab.
Dolus generalis
„allgemeiner Vorsatz“
Dolus principalis
„ursprünglicher Vorsatz“ bzw. „anfänglich Vorsatz“: Der Täter handelt mit Vorsatz im Grad der Wissentlichkeit. Er geht davon aus, dass der Taterfolg mit an Sicherheit grenzender Wahrscheinlichkeit eintreten wird, will diesen aber nicht unbedingt herbeiführen (Begleitschaden einer Tathandlung; z. B. eine Bombe in einem Auto tötet zwei darin sitzende Personen, von denen aber nur eine das Ziel war. Beim zweiten Nicht-Ziel muss der Täter mit an Sicherheit grenzender Wahrscheinlichkeit vom Eintreten des Erfolges ausgehen, will diesen aber nicht unbedingt).
Dolus specialis (auch dolus directus specialis)
„spezieller Vorsatz“: Der Täter handelt mit Vorsatz im Grad der Absichtlichkeit. Er findet sich nicht bloß mit dem Taterfolg ab (dolus eventualis), sondern es kommt ihm es geradezu darauf an den Taterfolg zu verwirklichen.
Dolus subsequens
„(der Tat) nachfolgender Vorsatz“. Siehe auch dolus antecedens.
dolus superveniens non nocet
„Vorsatz, der sich nachträglich einstellt, schadet nicht“ auch „Der nach der Tat entstandene Vorsatz schadet nicht“: Entsteht der Vorsatz zur Durchführung einer Tat erst nach deren (unbeabsichtigter) Vollendigung, ist die Tat nicht mehr als vorsätzlich begangen anzusehen
Domicilium citandi et executandi
„Zustellungs- und Erfüllungsort“
Dominium plurium in solidum
„Eigentum zur gesamten Hand“: Gesamthandseigentum
Dominium pro parte pro indiviso
„Eigentum nach ideeller Quote, nicht Realanteil“: Miteigentum
Dominium sine re
„Herrschaft (Eigentumsrecht) ohne Herausgabeanspruch“, vgl. Nudum ius
Donatio inter virum et uxorem
„Schenkung unter Ehegatten“: Diese Schenkungen waren nach römischem Recht grundsätzlich nichtig. Im mitteleuropäischen Recht war die Behandlung dann sehr unterschiedlich. Einige Länder hatten die über das gemeine Recht vermittelten römischen Rechtsregeln zur Schenkung unter Ehegatten übernommen, andere nicht.
Duces tecum
„Du wirst mit dir führen“: Auflage in einer Vorladung

## E
Eadem res inter easdem partes
„Gleiche Streitsache zwischen den gleichen Streitparteien“. Bedingung, unter der nicht zweimal geurteilt werden darf. Siehe auch ne bis in idem.
Emptio rei speratae
„Kauf einer erhofften Sache“. Siehe venditio rei speratae.
Emptio spei
„Hoffnungskauf“. Siehe venditio spei.
Eo ipso
„Aus sich selbst“: Ohne weiteren Grund.
Erga omnes
„Gegenüber allen“: Bezeichnung der Wirkung absoluter Rechte, die nicht nur gegenüber einer Vertragspartei (siehe inter partes), sondern gegenüber jedermann gelten. Ein Beispiel hierfür ist das Eigentum an einer Sache, das man gegenüber jedermann geltend machen kann.
Error
„Irrtum“: Unbewusstes Auseinanderfallen von objektiv Erklärtem und subjektiv Gewolltem.
Error in negotio
„Irrtum über das (Rechts-)Geschäft“: Der Erklärende irrt sich über die Art des Rechtsgeschäftes.
Error in obiecto
„Irrtum über den Gegenstand“: Der Erklärende irrt sich über den Gegenstand des Rechtsgeschäftes.
Error in persona
„Irrtum über die Person“: Der Erklärende irrt sich über den Partner des Rechtsgeschäftes.
Error in persona vel obiecto
„Irrtum in der Person oder im Objekt“: Tatbestand, wonach der Täter trifft, was er treffen wollte, aber sich dabei über das Ziel getäuscht hat. Der Täter will also beispielsweise seinen Nachbarn erschießen und trifft die Silhouette im Fenster des Nachbarhauses. In Tat und Wahrheit handelt es sich dabei aber um die Putzfrau des Nachbarn.
Error in procedendo
„Verfahrensfehler“: „Der bloße Irrtum des Gerichts über seine Zuständigkeit, der nur dann als Verfassungsverstoß zu werten ist, wenn das Gericht seine Entscheidung willkürlich getroffen hat.“ Gegensatz ist der error in iudicando.
Essentialia negotii
„Wesentliche Vertragspunkte“: Die essentialia negotii müssen in jedem Fall vom (normativen) Konsens getragen sein, damit ein Vertrag zustande kommt. Für die Schweiz ist dies in Art. 1 OR geregelt.
Et altera pars audiatur
Siehe audiatur et altera pars.
ex aequo
gleichrangig, gleichauf; gleichermaßen
Ex aequo et bono
„Nach Recht und Billigkeit“: Möglichkeit des Richters, ein Urteil zu fällen, das seiner Ansicht nach gerecht ist, ohne sich an das Recht zu halten – unter dem Vorbehalt, dass beide Parteien einverstanden sind. Dieses System findet sich vor allem im common law und bei Schiedsgerichten allgemein (vgl. Art. 17 Abs. 3 der ICC-Schiedsgerichtsordnung oder Art. 38 Abs. 2 des IGH-Statuts). Siehe auch amiable compositeur.
Ex ante
„Von vornherein“: Bezeichnung für die Betrachtung eines Sachverhalts aus der Perspektive, bevor sich dieser bereits ereignet hat. Gegenstück ist ex post.
Ex contractu
„Aus Vertrag“: Bezeichnung für einen (Schadenersatz-)Anspruch, der sich auf eine(n) Vertrag(sverletzung) stützt.
Ex delicto
„Aus Vergehen“: Bezeichnung für einen Schadenersatzanspruch, der sich auf die Schädigung eines Rechtsguts stützt.
Ex iniuria ius non oritur.
„Aus Unrecht entsteht kein Recht.“ Beispiel: Ein Gegenstand, den sich eine Person unrechtmäßig angeeignet hat, kann von ihr nicht rechtskräftig verkauft werden.
Ex lege
„Kraft Gesetzes“.
Verbum ex legibus sic accipiendum esttam ex legum sententia quam ex verbis.
„Der Ausdruck aufgrund der Gesetze ist so zu verstehen: ebenso nach dem Sinn der Gesetze wie nach dem Wortlaut.“
Digestae 50,16,6
Ex nunc
„Von nun an“: Wird oft im Zusammenhang mit dem Eintritt einer Rechtswirkung verwendet. Gegenstück ex tunc.
Ex officio
„Von Amtes wegen“.
ex parte
„Aus [Sicht] einer Seite“: Für oder gegen eine Seite oder Partei.
Ex post
„Im Nachhinein“: Bezeichnung für die Betrachtung eines Sachverhalts aus der Perspektive, nachdem sich dieser bereits ereignet hat. Gegenstück ist ex ante.
Ex tunc
„Von damals an“: Wird oft im Zusammenhang mit dem Eintritt einer Rechtswirkung verwendet. Gegenstück ist ex nunc.
Ex turpi causa non oritur actio
„Auf eigenes verwerfliches Verhalten kann keine Klage gestützt werden.“: Eine v. a. im Recht des Vereinigten Königreichs bekannte Maxime, deren Bedeutung in etwa der Sentenz „Nemo auditur turpitudinem suam allegans“ entspricht.
ex variis causarum figuriis
Sammelkategorie für alle privatrechtlichen Schuldverhältnisse (z. B. Erbfolge, ungerechtfertigte Bereicherung usw.), die nicht vertraglich (ex contractu) oder aus unerlaubter Handlung (ex delicto) entsteht.
Exceptio doli
„Einrede der Arglist“: Wer arglistig handelt, verdient keinen Rechtsschutz. Im deutschen BGB ist die exceptio doli der Sache nach in § 242 enthalten.
Exceptio doli praesentis
„Einrede der gegenwärtigen Arglist“: Gegenwärtige Arglist ist arglistiges, treuwidriges Verhalten während der Prozessführung.
Exceptio doli praeteriti
„Einrede der vergangenen Arglist“: Vergangene Arglist ist arglistiges, treuwidriges Verhalten vor dem Prozess.
Exceptio (quod) metus (causa)
„Einrede der Furcht“ oder „Einrede, die durch Furcht verursacht wurde“: Einrede gegen Ansprüche, die unter Zwang begründet worden sind.
Exceptio non adimpleti contractus
„Einrede des nichterfüllten Vertrags“: Recht einer Partei eines gegenseitigen Vertrages, die ihr obliegende Leistung bis zur Bewirkung der Gegenleistung zu verweigern, sofern sie nicht zur Vorleistung verpflichtet sein sollte.
Expressis verbis
„Mit ausdrücklichen Worten“.
Expropriation
„Enteignung“.

## F
facultas alternativa
Ersetzungsbefugnis (auch Alternativermächtigung): Der Schuldner kann dem Gläubiger die Schuld ersetzen und so ein Gestaltungsrecht verhindern. Beispiel: Bei laesio enormis kann durch die Aufzahlungsbefugnis (= Ersatz des Wertunterschiedes der Vertragsgegenstände) eine Anfechtung des Vertrages unter laesio enormis verhindern.
Facultas Docendi (auch Venia Docendi)
„die Fähigkeit zu lehren“: Lehrbefähigung für ein bestimmtes Fach an z. B. einer Universität. Sie weist nach, dass man in der Lage ist eigenständig wissenschaftliche Forschung zu betreiben und darüber hinaus auch zu lehren.
Falsa demonstratio non nocet
„Die falsche Bezeichnung schadet nicht“: Verkörperung des Willensprinzips, wonach der Gehalt einer Willenserklärung nicht anhand der Wortwahl, sondern am wahren Willen der Parteien ermittelt wird. Wollen zwei Parteien beispielsweise einen Kaufvertrag über Walfleisch abschließen, bezeichnen dieses aber fälschlicherweise als Haifischfleisch, hindert dies den Vertrag nicht an seiner Gültigkeit (vgl. Haakjöringsköd-Fall).
Falsus procurator
„Falscher Vertreter“: Jemand, der als Vertreter auftritt, obwohl er keine Vertretungsmacht innehat (angemaßte Vertretung), vgl. § 177 BGB.
Favor contractus
„Vorzug des Vertrags“: Grundsatz des Völkerrechts, wonach völkerrechtliche Verträge auch dann aufrechterhalten bleiben, wenn die Parteien diese nicht mehr gutheißen. Diese Verträge müssen – sofern überhaupt möglich – erst gekündigt werden; ferner Grundsatz im Vertragsrecht, dass Verträge soweit möglich aufrechterhalten werden sollen (z. B. durch Reparatur beschädigter Ware seitens des Verkäufers).
Favor magistratus
„Begünstigung des Beamten“ bzw. „Irrtumsprivileg des Staates“: Bei hoheitlichem Handeln eines Amtsträgers wird angenommen, dass dieses rechtmäßig ist und es somit – auch wenn die Amtshandlung eigentlich rechtswidrig ist – durch den Betroffenen zu dulden ist. (Siehe auch: Fehlerkalkül der Rechtsordnung)
Favor testamenti
„Vorzug des Testaments“: Der wahre Wille des Erblassers darf bei der Auslegung nur berücksichtigt werden, wenn es im textlichen Wortlaut des Testaments irgendeinen Anhaltspunkt für diesen gibt.
Fiat iustitia, et pereat mundus
„Es soll Gerechtigkeit geschehen, und gehe die Welt darüber zugrunde“: Wahlspruch des Kaisers Ferdinand I. Recht soll um jeden Preis durchgesetzt werden.
Fiduziar
„Treuhänder“: Zumeist bei Sicherungsübereignungen.
Forum
„Gericht“/„Gerichtsstand“: Abgeleitet vom Forum als antiker öffentlicher Platzanlage, auf der unter anderem auch Gerichtsverhandlungen stattfinden konnten. Der Forumstaat ist dementsprechend der Staat, in dem ein angerufenes Gericht, dessen Zuständigkeit noch zu klären ist, seinen Sitz hat.
Forum externum
„Äußerer Bereich“: Teil des sachlichen Schutzbereichs der Religionsfreiheit, der das Bekenntnis zu einem Glauben und das glaubensgelenkte Handeln erfasst.
Forum internum
„Innerer Bereich“: Teil des sachlichen Schutzbereichs der Religionsfreiheit, der das Bilden und das Haben eines Glaubens erfasst.
Forum non conveniens
„Unangebrachtes Gericht“: Ein Konzept, wonach Gerichte (insbesondere aus dem Raum des common law) ihre Zuständigkeit für einen an sie herangetragenen Fall verneinen dürfen, wenn sie ein anderes Gericht für eher zuständig erachten. Eine hierzu verwandte Norm findet sich im Schweizer Gerichtsstandsgesetz in Art. 9 Abs. 3: „Das bezeichnete Gericht kann seine Zuständigkeit ablehnen, wenn die Streitigkeit keinen genügenden örtlichen oder sachlichen Bezug zum vereinbarten Gerichtsstand aufweist“.
Fraus est celare fraudem
„Es ist ein Betrug, einen Betrug zu verbergen“.
Fraus omnia corrumpit
„Betrug macht alles zunichte“.
Frustra legis auxilium quaerit qui in legem committit
„Vergebens die Hilfe des Gesetzes sucht, der gegen das Gesetz verstößt“.
Functus officio
„Sein Amt ausgeführt“: Eine Person, die in ein Amt gewählt worden und deren Amtszeit vorüber ist.
Fur semper in mora est
„Der Dieb ist immer im Verzug“: Einen Dieb braucht man nicht zu mahnen, bevor man die gestohlene Sache von ihm herausverlangen kann.
Furtum usus
„Gebrauchsanmaßung“ oder „Gebrauchsdiebstahl“: Ein Gegenstand wird – im Gegensatz zum klassischen Diebstahl – nicht mit Absicht der persönlichen oder fremden Bereicherung entwendet. Der unbefugte Gebrauch muss ohne erhebliche Verletzung der Substanz der Sache erfolgen.

## G
Genus proximum et differentia specifica
Eine Definition erfolgt durch Angabe der nächsthöheren Gattung und der spezifischen Differenz.
Kriterium, welches gemeinsam mit dem tertium comparationis für die Bestimmung des tauglichen Vergleichspaars im allgemeinen Gleichheitssatz herangezogen wird.
Genus non perit/Genera non pereunt
„Die Gattung geht nicht unter“: Ist eine Schuld nur der Gattung nach bestimmt (beispielsweise in der Form „3 Brote“), kann die Schuld nicht unmöglich werden, weil es immer wieder Elemente dieser Gattung (also Brote) geben kann.

## H
Habeas corpus
„Du mögest den Körper haben“: Das Recht Verhafteter auf unverzügliche Haftprüfung vor Gericht.
Hic et nunc
„hier und jetzt“: Bedeutung im Sinne von ‚sofort‘ und ‚auf der Stelle‘ beim Angebot unter Anwesenden

## I
Id quod actum est
„Das, was vereinbart war“: Die Parteienvereinbarung.
Ignorantia facti
„Unkenntnis der Wahrheit“.: relevant z. B. beim Tatbestandsirrtum oder beim Irrtum im Betrugstatbestand.
Ignorantia legis non excusat
„Unkenntnis des Gesetzes schützt nicht vor Strafe“.
Imperitia
„Unerfahrenheit“: Mangelnde Fachkenntnis.
Impossibilium nulla est obligatio
„Zum Unmöglichen gibt es keine Verpflichtung“: Unmögliches kann nicht Inhalt eines Schuldverhältnisses sein. Dieser Grundsatz galt bis 2002 auch im Deutschen Recht. Seit dem Schuldrechtsmodernisierungsgesetz kann eine unmöglichen Leistung nach Deutschem Recht Inhalt eines Schuldverhältnisses sein, wobei (lediglich) der Anspruch auf die unmögliche Leistung gem. § 275 BGB entfällt. Zuvor wurde ein solches Rechtsgeschäft als von Anfang an nichtig betrachtet.
Inadimpleti contractus
„Unerfüllung eines Vertrages“. Vertragsverletzung, -bruch.
Inadimplenti non est adimplendum
„Wer nicht erfüllt, dem ist nicht zu erfüllen“. Umkehrschluss aus dem Gebot der Erfüllung Zug um Zug.
In casu
„Im Fall“: In der gegenständlichen Sache; im gegenständlichen Fall.
In contumaciam
„In Abwesenheit [des Angeklagten]“: Das Erlassen eines Urteils gegen den Angeklagten, wenn dieser nicht zur Verhandlung erscheint. In aller Regel ergehen diese Urteile zuungunsten des Angeklagten.
In dubio contra reum
Im Zweifel gegen den Angeklagten: Umgekehrte Version von in dubio pro reo. Wird nicht als Rechtssatz verwendet, sondern um eine schlechte Rechtsanwendung anzuprangern.
In dubio contra stipulatorem
„Im Zweifel gegen den Gläubiger“: Unklarheitsregel bei der Auslegung von Verträgen – insbesondere von AGB. Bei mehrdeutiger Bestimmung in einem Vertrag wird die für den Verwender ungünstigere angenommen. Grund hierfür ist, dass er bereits das Vorrecht hatte, den Vertrag auszuformulieren.
In dubio melior est conditio possidentis
„Im Zweifel verdient der Besitzer den Vorzug“. Siehe auch In pari turpitudine melior est causa possidentis. Salopp Beati possidentes „Selig die Besitzenden“ und deutsch verkürzt „Wer hat, hat Recht“.
In dubio mitius (iudicare)
„Im Zweifel milder entscheiden/urteilen“: Variante von in dubio pro reo, wonach von zwei Strafnormen die mildere Anwendung findet, wenn die strafverschärfenden Elemente der schärferen nicht bewiesen werden können. Beispiel: Es konnte bewiesen werden, dass jemand eine andere Person getötet hat, aber nicht, dass sie dabei niedrige Beweggründe hatte. Damit kommt unter den Tötungsdelikten die Bestrafung aus der Norm über Totschlags (deutsches Recht) bzw. über Vorsätzliche Tötung (Schweizer Recht), nicht über Mord (Deutschland) bzw. Mord (Schweiz), zur Anwendung.
In dubio pro reo (iudicandum est)
„Im Zweifel[sfalle] (ist) für den Angeklagten (zu entscheiden)“: Unschuldsvermutung als tradierter Grundsatz der Strafrechtspflege, heutzutage Grundlage jedes rechtsstaatlichen Strafrechts. Verbrieft unter anderem in Art. 6 Abs. 2 EMRK.
In fine
„Am Ende“: Als Angabe, wo – beispielsweise in einem Urteil – die betreffende Stelle zu finden ist.
Infirmitas
„Schwäche“.
In flagranti (delicto)
„auf frischer Tat“: Voraussetzung für eine Jedermann-Festnahme gem. § 127 Abs. 1 S. 1 StPO und für einen räuberischen Diebstahl gem. § 252 StGB.
In foro
„Vor Gericht“.
In foro interno, in foro externo
„In der internen Gerichtsbarkeit [und] in der externen Gerichtsbarkeit“: Im belgischen Föderalismus der Grundsatz, dass die Gebietskörperschaften in den Bereichen, für die sie innenpolitisch zuständig sind, eine eigenständige Außenpolitik führen können (vgl. Artikel 127 § 1 Abs. 1 Nr. 3 sowie 167 § 1 Abs. 1 der belgischen Verfassung).
In iudicando criminosa est celeritas
„Eile beim Richten ist verbrecherisch“.
In limine litis
„Vor der Streitsache“: Formalitäten, die erfüllt sein müssen, bevor der Richter den Fall begutachtet.
In medias res
„Zur Mitte der Dinge“: Ohne Umschweife zur Sache kommen.
In pari turpitudine melior est causa possidentis
„Bei gleich sittenwidrigem Verhalten beider Beteiligter ist die Rechtslage der besitzenden Partei die bessere“: Die Streitsache verbleibt damit beim gegenwärtigen Besitzer.
In praeteritum non vivitur
„In der Vergangenheit wird nicht gelebt“: Besagt, dass Unterhaltsforderungen für die Vergangenheit grundsätzlich nicht geltend gemacht werden können. Etwas anderes gilt, wenn der Unterhaltsschuldner zuvor in Verzug gesetzt wurde.
Instrumenta sceleris
„die Werkzeuge des Verbrechens“: Zur Begehung einer Straftat benutzte Gegenstände. In Deutschland (§ 74 ff. StGB) und in der Schweiz (Art. 58 StGB) können diese eingezogen werden.
Inter alia
„Unter anderem“: Verweis auf weitere Gesetze, Gesetzgebungen oder Fälle bei Nennung der für einen Fall relevanten Fakten und Gesetze. Ein Beispiel aus verschiedenen Möglichkeiten.
Inter arma enim silent leges
„Denn unter den Waffen schweigen die Gesetze“ (Cicero).
Inter partes
„Zwischen den Parteien“: Nicht gegenüber jedermann (siehe erga omnes), sondern nur zwischen den Parteien (eines Vertrages) gültig.
Interni actus per se spectabiles non sunt
„Innere Handlungen sind für sich nicht sichtbar“: Prinzip nach dem bei der Auslegung von empfangsbedürftigen Willenserklärung das objektiv Erklärte und nicht das subjektiv Gewollte entscheidend ist.
Invecta et illata
„Eingebrachtes und Eingeführtes“: Sachen, die der Mieter einer Räumlichkeit in diese einbringt und an denen der Vermieter ein Pfandrecht hat. Im deutschen BGB als Vermieterpfandrecht geregelt, im schweizerischen Mietrecht nur bei der Geschäftsmiete zulässig.
Invitatio ad incertas personas
„Einladung an einen unbestimmten Personenkreis [ein Angebot abzugeben]“. Siehe auch offerta ad incertas personas sowie invitatio ad offerendum.
Invitatio ad offerendum
„Einladung, ein Angebot zu machen“: Aufforderung zur Abgabe eines Angebots.
Ipso iure
„Aus dem Gesetz selbst“: kraft Rechts, kraft Gesetzes, gesetzlich.
Itio in partes
„Auseinanderfall in Teile“: Begriff aus dem alten deutschen Recht, nach dem sich der Reichstag bei Abstimmungen in religiösen Angelegenheiten in einen katholischen und einen protestantischen Teil trennte, die separat abstimmten.
Iudex a quo
„Der Richter, von dem“: Der Richter, der einen Rechtsfall an einen anderen abgibt. Siehe auch iudex ad quem.
Iudex ad quem
„Der Richter, zu dem“: Der Richter, an den ein Rechtsfall weiterverwiesen wird. Siehe auch iudex a quo.
Iudex non calculat
„Der Richter rechnet nicht“: Der Richter entscheidet nicht, indem er Argumente zählt, sondern indem er sie (nach ihrer Überzeugungskraft) wägt. Der Ursprung der Aussage liegt wohl bei einer eher technischen Aussage in den Digesten (Macer Dig. 49, 8, 1, 1), wonach offenbare Rechenfehler im Urteil nicht schaden würden und ohne Weiteres berichtigt werden dürfen, vgl. für das deutsche Recht heute § 319 ZPO. Die Redewendung wird auch scherzhaft im Sinne von „Der Richter [oder allgemein der Jurist] kann nicht rechnen“ gebraucht. Die Herkunft ist ungeklärt.
Iura novit curia
„Das Gericht kennt das Recht“: Die Parteien eines zivilrechtlichen Rechtsstreits müssen lediglich die Tatsachen für die Entscheidung beibringen, nicht aber die einschlägigen Rechtsnormen – diese dürfen sie als bekannt voraussetzen. Für ausländische Rechtsnormen schränkt im deutschen Recht § 293 ZPO diesen Grundsatz ein. Siehe auch da mihi factum, dabo tibi ius.
Iure suo uti nemo cogitur
„Niemand wird gezwungen, von seinem Recht Gebrauch zu machen“.
Ius aequum
„Gerechtes Recht“ – Billigkeit: Die Beurteilung eines Sachverhaltes nach dem, was im Einzelfall gerecht wäre, im Gegensatz zur strengen Treue zum Wortlaut des Gesetzes. Siehe auch ius strictum.
Ius civile
„Bürgerrecht“: Die Gesamtheit aller Rechtsnormen, die im römischen Reich ausschließlich auf die römischen Staatsbürger angewandt wurden.
Ius cogens
„Zwingendes Recht“. Recht, welches nicht durch den eigenen Willen einer (im Staatsrecht) oder beider (im Privatrecht) Parteien abgeändert werden kann. Dies im Gegensatz zum ius dispositivum.
Ius de non appellando
Siehe privilegium de non appellando/privilegium de non evocando.
Ius dispositivum
„Abdingbares Recht“. Recht, welches durch den Willen einer (im Staatsrecht) oder beider (im Privatrecht) Parteien abgeändert werden kann. Dies im Gegensatz zum ius cogens.
Ius divinum
„Göttliches Recht“: Recht, welches als durch eine göttliche Instanz erlassen angesehen wird. Im Christentum beispielsweise „die zehn Gebote“.
Ius gentium
„Völkerrecht“: Im antiken Rom verstand man unter ius gentium aber auch das allen Völkern gemeinsame Zivilrecht, im Gegensatz zum nur für römische Bürger geltenden ius civile.
Ius gladii
Die juristische Vollmacht, im Rahmen der Kapitalgerichtsbarkeit Todesurteile auszusprechen und diese vollstrecken zu lassen.
Ius honorarium
„Amtsrecht“: Recht, welches durch Inhaber der republikanischen Ehrenämter im römischen Reich erlassen wurde und der Rechtsfortbildung diente.
Ius indigenatus
„Recht der Einheimischen“: Recht, das im preußischen Bund die polnische Einmischung beschränkte und die Selbstverwaltung regelte.
Ius postliminii
Garantiert die Wiederherstellung der ursprünglichen Rechtsposition einer Person bei ihrer Heimkehr aus Kriegsgefangenschaft oder Auswanderung.
Ius postulandi
Postulationsrecht, -fähigkeit.
Ius primae noctis
„Das Recht der ersten Nacht“: Das Recht eines mittelalterlichen Gebietsherren, aus Anlass der Vermählung eines in sein Herrschaftsgebiet fallenden Paares die Hochzeitsnacht mit der Braut zu verbringen. Inwieweit dieses nur theoretisch oder überhaupt abseits der Fiktion existierte, ist umstritten.
Ius respicit aequitatem
„Das Recht achtet die Gleichheit“: Gleichheitssatz, wonach alle Menschen vor dem Recht gleich sind.
Ius respondendi
Beinhaltet die Autorität, stellvertretend für den Kaiser auf Rechts- und Gesetzesanfragen zu antworten.
Ius in sacra/Ius circa sacra
„Das Recht im Heiligen“/„Das Recht über das Heilige“: Zentralbegriffe des Staatskirchenrechts. Ersteres bezeichnet die in der jeweiligen Religion selbst geltende Hoheitsbefugnis, zweiteres die Befugnis über die Kirchen selbst (die im souveränen Staat bei diesem liegt).
Ius sanguinis
„Das Recht des Blutes“: Abstammungsprinzip.
Ius soli
„Recht des Bodens“: Geburtsortsprinzip, wonach ein Staat die Staatsbürgerschaft allen Kindern verleiht, die auf seinem Gebiet geboren werden.
Ius strictum
„Striktes Recht“: Recht ohne Rücksicht auf die Besonderheiten des Einzelfalles.
Ius variandi
Bezeichnet das Recht eines Gläubigers zwischen zwei Leistungen wählen zu dürfen.
Ius vigilantibus scriptum est
„Das Recht ist für die Wachsamen geschrieben“: Bezeichnet den Umstand, dass man selbst für die Wahrung seiner Rechte sorgen muss.
Iusta causa traditionis
„Der Rechtsgrund der Übertragung“: Bezeichnet die abstrakt mögliche Übertragung von Eigentum durch die Übergabe ohne weiteren Rechtsgrund. Siehe Abstraktionsprinzip.
Iustitiae dilatio est quaedam negatio
„Die Verzögerung der Rechtsgewährung ist gleich ihrer Verweigerung“.

## L
Laesio enormis
„Enorme Verletzung“: Bezeichnet eine grobe Äquivalenzstörung eines Kaufvertragsverhältnisses, bei der der Verkäufer weniger als die Hälfte des Wertes der Ware als Kaufpreis erhält.
Lege artis
„nach den Regeln der Kunst“: Verschuldensmaßstab bei Sorgfaltsverbindlichkeiten bei denen kein Erfolg, sondern nur das Bemühen darum geschuldet ist (z. B. ärztliche Behandlungsfehler).
Legibus idcirco omnes servimus ut liberi esse possimus
„Den Gesetzen gehorchen wir nur deswegen, um frei sein zu können“ (Cicero, pro Cluentio 53, 146).
Legis citatae
„Die zitierte Gesetzesstelle“.
Legitimatio per matrimonium subsequens
„Legitimation durch nachfolgende Ehe“: Die Anerkennung eines unehelichen Kindes durch die Heirat der Mutter.
Lex arbitri
„Das Recht [am Ort des Sitzes] des Schiedsgerichts“. Siehe auch lex fori.
Lex causae
„Des Rechts des Falles“: Verweist auf jenes materielle Recht, das nach dem Internationalen Privatrecht zur Anwendung gelangt.
Lex commissoria
„Verfallsklausel“.
Lex contractus
„Das Recht des Vertrages“.
Lex dubia non obligat
„Ein zweifelhaftes Gesetz bindet nicht“.
Lex fori
„Recht des Gerichts[orts]“.
Lex generalis
„Allgemeines Gesetz“: Ein Gesetz, welches einen Sachverhalt abstrakter umschreibt als das entsprechende lex specialis. Siehe auch lex specialis derogat legi generali.
Lex imperfecta
„Unvollständiges Gesetz“: Eine Vorschrift, an deren Tatbestand keine Rechtsfolge geknüpft ist, also „nichts passiert“, wenn man sie nicht einhält.
Lex loci contractus
„Recht des Ortes des Vertrages“: Kollisionsregel des Internationalen Privatrechts, falls keine explizite Rechtswahl getroffen wurde.
Lex loci executionis
„Recht des Ortes der Ausführung“: Kollisionsregel des Internationalen Privatrechts, nach der das Recht des Staates der Vertragsausführung Anwendung findet.
Lex loci laboris
„Recht des Arbeitsortes“: Jenes materielle Recht, das am Arbeitsort anwendbar ist.
Lex mercatoria
„Recht der Kaufleute“.
Lex perfecta
„Vollkommenes Gesetz“: Eine Vorschrift, die an einen konkreten Tatbestand unmittelbar die Nichtigkeitsfolge knüpft
Lex residiae
Wohnrecht.
Lex rei sitae
„Recht am Orte, an dem die Sache belegen ist“: Beschreibt einen Grundsatz des Internationalen Privatrechts, der besagt, dass auf eine Sache immer das Recht des Staates anzuwenden ist, in dem sich die Sache befindet.
Lex posterior derogat legi priori
„Jüngeres Recht bricht älteres Recht“: Widersprechen sich zwei Gesetze, wird das jüngere von beiden angewendet.
Lex societatis
Das durch das Kollisionsrecht bestimmte, auf eine Gesellschaft anwendbare Recht.
Lex specialis derogat legi generali
„Das besondere Gesetz verdrängt das allgemeine“: Auslegungsregel, die besagt, dass eine besondere Regelung vor und anstatt der allgemeinen Regelung Anwendung findet.
Lex superior derogat legi inferiori
„Das ranghöhere Gesetz verdrängt das rangniedere“: Auslegungsregel, nach der zum Beispiel Bundesrecht Landesrecht bricht.
Lex voluntatis
„Gewolltes Recht“: Von den Vertragsparteien explizit für zuständig erklärtes Recht in Fällen, wo die Wahl möglich ist (Internationales Privatrecht).
Libertas contractuum
„Vertragsfreiheit“
Libertas testamenti faciendi
„Testierfreiheit“
Litis contestatio
„Klagebeantwortung“, auch „Kriegsbefestigung“. Im römischen Recht die Eröffnung des Prozesses
Locus regit actum
„Der Ort bestimmt das Geschehen“: Die Form des Rechtsgeschäftes richtet sich nach dem Recht des Errichtungsortes.
Longa consuetudo
„Lange Gewohnheit“: Längere und allgemeine Übung. Neben der Rechtsüberzeugung (opinio iuris) ist es eine Voraussetzung für die Entstehung von Gewohnheitsrecht.
Longa manu traditio (auch traditio longa manu)
„Übergabe langer Hand“: im Unterschied zur brevi manu traditio meint eine Besitzübertragung, bei der der Besitzende nur den Besitz innehat, nicht aber tatsächlichen Gewahrsam. Zum Beispiel dann gegeben, wenn ein Bauer im Wald lagernde Baumstämme verkauft. siehe § 854 Abs. 2 BGB.
Lucidum intervallum
„Lichter (heller) Moment/Augenblick“: Bezeichnung für den Zeitraum, in dem jemand mit einer geistigen Beeinträchtigung zwischenzeitlich dennoch (voll) zurechenbar ist. Eine bestimmte Tat wurde also ausnahmsweise im vorübergehenden Zustand voller Zurechnungsfähigkeit begangen.
Lucrum cessans
„Entgangener Gewinn“: Das Mehr, das man hätte erarbeiten können, wenn man eine Sache (zum Beispiel den Kaufgegenstand) zur Verfügung gehabt hätte. Kann beispielsweise bei Nichtleistung als Schadenersatz geltend gemacht werden.
Lucrum ex re
„Gewinn aus der Sache selbst“: diesbezügliche Zueignungsabsicht genügt im Rahmen der Sachwerttheorie für die Strafbarkeit gem. § 242 Abs. 1 StGB (Diebstahl).
Lucrum ex negotio cum re
„Gewinn aus dem Handel mit der Sache“: der Gewinn aus der bloßen Verwendung der Sache (Gebrauchswert): diesbezügliche Zueignungsabsicht genügt im Rahmen der Sachwerttheorie nicht für die Strafbarkeit gem. § 242 Abs. 1 StGB (Diebstahl).
Luxuria
„Übermut“: Bewusste Fahrlässigkeit. Siehe auch neglegentia.

## M
Mala fides
„Schlechter Glauben“: Bösgläubigkeit.
Mala fides superveniens non nocet
„Schlechter Glaube, der sich nachträglich einstellt, schadet [einer abgeschlossenen Ersitzung] nicht“.
Male captus, bene detentus
„Rechtswidrige Habhaftwerdung, rechtmäßige Haft“: Umstrittene Rechtsregel, nach der eine (völker-)rechtswidrige Habhaftwerdung einer Person durch einen Staat (z. B. durch Entführung aus einem anderen Staat) einer rechtmäßigen Haft nicht entgegensteht. Die (völker-)rechtswidrige Habhaftwerdung stellt danach kein Verfahrenshindernis dar und die Person muss auch nicht zurück überstellt werden.
Mancipatio
Grundgedanke des abstrakten Verfügungsgeschäfts. Bei den Römern ein abstraktes Verfügungsritual.
Mandamus
„Wir ordnen an“: Gerichtliche Anordnung des vorläufigen Vorgehens (einstweiliger/vorläufiger Rechtsschutz).
Mater semper certa est (Pater est, quem nuptiae demonstrant)
„Die Mutter ist immer sicher (Vater ist, wen die Verheiratung bezeichnet)“: Bezogen auf die grundsätzliche Unsicherheit einer Vaterschaft im Gegensatz zur früher unzweifelhaften Mutterschaft.
Mens rea
„schuldiger Geist“: Umschreibt im Strafrecht den subjektiven (inneren) Tatbestand und ist Voraussetzung der Strafbarkeit dessen (siehe auch Actus reus)
Minima non curat praetor
„Um Kleinigkeiten kümmert der Richter sich nicht“. Auch de minimis non curat praetor oder abgekürzt de minimis. Unter anderem Grundlage für die Regelung der De-minimis-Beihilfen im europäischen Recht.
Minor restituitur non tamquam minor, sed tamquam laesus
„Ein Minderjähriger wird nicht, insofern er minderjährig, sondern insofern er benachteiligt worden ist, geschützt.“
Missio in possessionem
„Einsetzen in das Vermögen [des Schuldners]“.
Mobilia sequuntur personam
„Bewegliche Sachen folgen der Person“: Bewegliche Sachen, die eine Person mit sich führt, unterliegen nach dieser Regel dem auf die Person anwendbaren Recht, so etwa Bartholomaeus de Saliceto. Der Gedanke war noch in der Einleitung zu § 28 des preußischen ALR verankert, wurde von Friedrich Carl von Savigny jedoch überwunden. Heute wird er in Bezug auf Reisegepäck vereinzelt diskutiert.
Mora creditoris
„Gläubigerverzug“.
Mora debitoris
„Schuldnerverzug“.
Mutatis mutandis
„Mit den nötigen Änderungen“: Analogie unter angemessener Berücksichtigung der Sachverhaltsteile, die sich nicht mit dem Grundsatz decken.

## N
Nasciturus
„Jemand, der geboren werden wird“: Leibesfrucht, ungeborenes Kind (als Rechtssubjekt, zum Beispiel im Erbrecht).
Nasciturus pro iam nato habetur, quotiens de commodis eius agitur
„Die Leibesfrucht wird dem bereits Geborenen gleichgestellt, insofern es seinem Vorteil dient.“
Naturalia negotii
„Geschäftsnaturalien“: gesetzliche Ergänzung des Vertragsinhalts, zwingende Gesetzesrecht. Siehe auch accidentalia negotii und essentialia negotii.
Ne bis in idem
„Nicht zweimal im Hinblick auf ein und dasselbe“: Verbot der doppelten Strafverfolgung. Das heißt, dass nicht zweimal wegen derselben Tat geurteilt werden darf. Im deutschen Recht manifestiert in Art. 103 Abs. 3 GG; für die meisten UNO-Mitgliedsstaaten in Art. 14 Abs. 7 UNO-Pakt II.
Ne ultra petita („Ne eat iudex ultra petita partium“)
„Nicht über das Geforderte“: Ein Urteil darf nie über die Anträge der Parteien hinausgehen. Heute normiert in § 308 Abs. 1 ZPO; § 88 VwGO.
Necessitas probandi incumbit ei qui agit
Die Beweislast im Strafrecht liegt beim Ankläger.
Nec vi, nec clam, nec precario
„Nicht durch Gewalt, nicht heimlich, nicht durch eine Bittleihe“: Voraussetzungen des fehlerfreien echten Besitzes.
Negativa non sunt probanda
„Fehlende Umstände muss niemand beweisen“: Allgemeiner Grundsatz des Prozessrechts. Da es sehr viel schwerer ist, zu beweisen, dass etwas nicht ist, muss derjenige den Umstand beweisen, der im Gegenteil behauptet, dass etwas ist.
Neglegentia
„Unachtsamkeit“: Unbewusste Fahrlässigkeit. Siehe auch Luxuria.
Negotiorum gestio
„Geschäftsführung“: Geschäftsführung ohne Auftrag.
Parteien: negotiorum gestor ‚Geschäftsführer‘; dominus negotii ‚Geschäftsherr‘.
Negotium iuridicum
„Rechtsgeschäft“: ein Tatbestand, der aus mindestens einer Willenserklärung besteht, die entweder allein oder in Verbindung mit anderen Tatbestandsmerkmalen die durch die Willenserklärung bestimmte Rechtsfolge herbeiführt.
Neminem laedere
„Niemanden schädigen!“: Allgemeiner Grundsatz, der dem Deliktsrecht zugrunde liegt.
Nemo iudex in sua causa
„Niemand sei Richter in eigener Sache“: Unbefangenheitsgrundsatz, Ausschluss vom Richteramt.
Nemo iudex sine actore
„Niemand ist Richter ohne Kläger“: Umschreibung der Dispositionsmaxime (Verfügungsgrundsatz).
Nemo plus iuris transferre potest quam ipse habet
„Niemand kann mehr Recht übertragen, als er selbst hat.“
Nemo potest cogi ad factum
„Niemand ist gezwungen zu handeln.“
Nemo prudens punit, quia peccatum est, sed ne peccetur
„Kein kluger Mensch erteilt eine Strafe, weil etwas verbrochen worden ist, sondern damit nichts verbrochen wird“ bzw. „Niemand Kluger bestraft, weil eine Verfehlung begangen wurde, sondern damit nicht mehr gefehlt wird“: Beschreibt den Zweck der Strafe im Strafrecht dahingehend, dass dieser nicht die Vergeltung der Tat, sondern die Besserung des Täters und die Abschreckung der Allgemeinheit sein soll
Nemo sibi ipse causam possessionis mutare potest
„Niemand kann bloß durch eigenen Willensentschluss seine Besitzlage für sich selbst verbessern.“
Nemo tenetur contra se edere
„Niemand muss etwas vorbringen, das gegen ihn spricht.“ Rechtsgrundsatz des deutschen (anders als beispielsweise im US-amerikanischen pre-trial discovery) Beweisrechtes
Nemo tenetur se ipsum accusare (auch„nemo tenetur se ipsum prodere“)
„Niemand ist verpflichtet, sich selbst anzuklagen“: Zentraler Bestandteil des Strafverfahrensrechts – beinhaltet vor allem das Aussageverweigerungsrecht des Angeklagten oder Beschuldigten.
Nemo testis in propria causa
„Niemand kann Zeuge in eigener Sache sein.“
Nemo turpitudinem suam allegans auditur
„Niemand wird gehört, der sich auf seine eigene Schändlichkeit beruft.“
Nihil commune habet proprietas cum possessione
„Nichts gemeinsam haben Eigentum und Besitz.“
Nolle prosequi
„Einstellung des Verfahrens, Zurücknahme der Klage“
Nolo contendere
„Ich will nicht streiten“: Das Beziehen einer Position ohne Anerkenntnis einer Rechtspflicht. Im weiteren Sinne auch: „Weder bestätigen noch dementieren“
Non decipitur, qui scit se decipi
„Es wird nicht getäuscht, wer weiß, dass er getäuscht wird.“
Nondum conceptus
(lateinisch ‚der noch nicht Empfangene‘) bezeichnet in der Rechtswissenschaft den Embryo vor der Nidation und in weiterem Sinne seinen Schutzstatus.
Non ex regula ius sumatur, sed ex iure quod est regula fiat
„Nicht aus einer Regel soll das Recht entnommen werden, sondern aus dem Recht werde der Inhalt der Regel gebildet.“ Gilt mindestens im civil law, bei Vorliegen eines Gesetzes auch im common law, nicht.
Non liquet
„Es ist nicht deutlich“: Bezeichnet Fälle, in denen auch nach der Beweisaufnahme der Sachverhalt nicht aufgeklärt ist. Im Zivilrecht erfolgt dann das Urteil nach den Regeln der Beweislast, im Strafrecht gilt in dubio pro reo.
Novatio
„Neuerung“: Novation, Neuerungsvertrag.
Novum iudicium
„neuer Prozess, neue Gerichtsverhandlung“: Berufung, auch Appellation, d. h. Rechtsmittel mit nochmaliger Tatsachenfeststellung und Beweisabnahme. Gegensatz ist die revisio prioris instantiae.
Nuda spes
„Nackte Hoffnung“: Fehlen eines gesicherten Anspruchs.
Nudum ius
„Nacktes Recht“: Formal bestehendes Recht, welches inhaltlich vollständig entleert ist.
Nulla est maior probatio quam evidentia rei
„Es gibt keinen besseren Beweis als den Augenschein.“
Nulli enim res sua servit
„Niemandem dient seine eigene Sache.“ D. h.: Niemand kann eine Dienstbarkeit für sich an seinem Eigentum bestellen.
Nullo actore nullus iudex
„[Wo] kein Kläger, [da] kein Richter.“: Ohne Kläger (im Zivilrecht) oder Ankläger (nach dem Akkusationsprinzip/Anklagegrundsatz im Strafrecht) wird das Gericht nicht tätig. Heute normiert in § 151 StPO.
Nullum crimen, nulla poena sine lege
„kein Verbrechen, keine Strafe ohne Gesetz“ ist die Zusammenfassung des sogenannten Gesetzlichkeitsprinzips durch:
- Nullum crimen sine lege „Kein Verbrechen ohne Gesetz“ und
- Nulla poena sine lege „Keine Strafe ohne Gesetz“

Abwandlungen und Erweiterungen:
- Nulla poena sine lege stricta: „Keine Strafe ohne strenges Gesetz“. Umschreibt das Analogieverbot.
- Nulla poena sine culpa: „Keine Strafe ohne Schuld“. Umschreibt das Schuldprinzip.
- Nulla poena sine lege certa: „Keine Strafe ohne bestimmtes Gesetz“. Umschreibt das Bestimmtheitsgebot.
- Nulla poena sine lege praevia: „Keine Strafe ohne vorheriges Gesetz“. Umschreibt das Rückwirkungsverbot.
- Nulla poena sine lege scripta: „Keine Strafe ohne geschriebenes Gesetz“. Umschreibt das Verbot der Bestrafung nach Gewohnheitsrecht.

Numerius Negidius
Im römischen Klageformular Platzhalter für den Namen des Beklagten.

## O
Obiter dictum
„Nebenbei Gesagtes“: Eine in einem Urteil nebenbei geäußerte Rechtsansicht, die für das Urteil selbst nicht relevant ist.
Obligatio est vinculum iuris quo necessitate adstringimur
„Das Schuldverhältnis ist ein Rechtsband, durch welches wir nach Notwendigkeit (miteinander) verbunden sind“: Römischrechtliche Definition des Schuldverhältnisses.
Offerta ad incertas personas
„Angebot an unbestimmten, [aber bestimmbaren] Personenkreis“.
Omissio libera in causa
„freie Unterlassung in der Ursache“
Omni modo facturus
„Unter allen Umständen Handelnder“: Ein Täter, der so oder so vorhat, eine Tat zu begehen.
Omnis condemnatio pecunaria est
„Jede Verurteilung lautet auf Geld“: Grundsatz im römischen Zivilprozess.
Onus probandi
„Beweislast“.
Opinio iuris
„Rechtsüberzeugung“: Überzeugung, dass ein bestimmtes Verhalten rechtlich verbindlich ist. Neben der tatsächlichen Übung (consuetudo) ist es eine Voraussetzung für die Entstehung von Gewohnheitsrecht.

## P
Pacta sunt servanda
„Verträge sind einzuhalten“: Eine Grundnorm jeden Vertragsrechts.
Pacta tertiis nec nocent nec prosunt
„Weder schaden Verträge Dritten noch nützen sie ihnen“: Grundsatz der verbotenen Drittwirkung von Verträgen.
Pactum de contrahendo
„Vorvertrag“.
Pactum de non cedendo
„Vertragliches Abtretungsverbot“: Haben die Vertragsparteien ein Abtretungsverbot vereinbart, darf keine Abtretung erfolgen,§ 399 F. 2 BGB (Ausnahme zu § 137 S. 1 BGB).
Pactum de non petendo
„Stundungsvereinbarung“.
Pactum de quota litis
(teilweise nur quota litis): Anteils- bzw. Erfolgshonorar
Pactum reservati dominii
„Eigentumsvorbehalt“.
Pactum successorium
„Erbvertrag“.
Par conditio creditorum
„Gleiche Lage der Gläubiger“: Das Prinzip der Gläubigergleichbehandlung im Insolvenzrecht.
Par in parem non habet imperium
„Ein Gleicher hat unter Gleichen keine Entscheidungsgewalt“: Mit diesem Grundsatz wird oft das Verhältnis gleichgestellter Rechtssubjekte klargestellt.
Pari passu
„Im gleichen Schritt“: Gleichrangig.
Patere legem quam ipse fecisti„Nimm das Gesetz hin , das du selbst gemacht hast!“. D. h. „Halte die Regel ein, die du dir selbst auferlegt hast“: Grundsatz vor allem für öffentliche Behörden, die sich an ihr eigenes Gesetz halten müssen. Abgekürzt als „patere legem“.
Peius
„Schlechteres“: Begriff der Vertragserfüllung. Hat jemand den richtigen, aber mangelbehafteten Gegenstand geliefert, spricht man vom peius. Eine unterschiedliche Behandlung von aliud (Leistung der falschen Sache) und peius (mangelhafte Leistung) gibt es gemäß § 434 Abs. 5 BGB im deutschen Recht nicht mehr.
Penitus extranei
„Außenstehender Dritter“, in Bezug auf den Vertrag zugunsten Dritter.
Per curiam
„Im Namen des Gerichts“: Eine anonyme Entscheidungsfindung ohne Sondervotum.
Per procura autoritate („ppa.“)
„Mit der Macht einer Prokura“. Unterschriftszusatz eines Prokuristen, § 51 HGB
Per relationem
„vom Hörensagen“. Gegensatz ist ex propriis sensibus.
Periculum est emptoris (perfecta emptione)
„Die Gefahr [des zufälligen Sachuntergangs] trägt (bei einem perfekt gewordenen Kauf) der Käufer“.
Perpetuatio fori
„Fortdauer des Gerichtes“: Je nach Prozessgesetz bleibt das Gericht, bei welchem eine Klage anhängig gemacht wird, auch bei einem späteren Wegfall von dessen Zuständigkeit zuständig.
Petitorium absorbet possessorium
„Die Klage aus dem Recht verschlingt die Klage aus dem Besitz“: Der possessorische Besitzschutzanspruch des tatsächlichen Besitzers wird vom petitorischen Besitzschutzanspruch des Anspruchstellers mit Recht zum Besitz verdrängt.
Pleno iure
„Von vollem Recht“: von Rechtswegen.
Posse Comitatus Act
„Kraft für das Land“: US-amerikanisches Bundesgesetz. Es verbietet dem Militär, wie die Polizei Recht und Ordnung durchzusetzen – außer wenn die Verfassung oder der Kongress Ausnahmen ermöglichen.
Poena est absoluta ab effectu
„Strafe ist losgelöst von ihrer Wirkung“. Die Legitimität der Strafe ist nicht von ihrer präventiven Wirkung abhängig.
Poena est relativa ad effectum
„Strafe ist gebunden an ihre Wirkung“. Die Legitimität der Strafe ist von ihrer präventiven Wirkung abhängig.
Prae limine
„Vor der Schwelle [des Gerichts]“: Verfahren hinsichtlich Gerichtsbarkeit und teilweise Zulässigkeit
Praedium dominans
„Herrschendes Grundstück“.
Praedium serviens
„Dienendes Grundstück“.
Praeemptio
„Vorkaufsrecht“
Praesumptio iuris et de iure
„Unwiderlegliche Vermutung“: Bei Vorliegen eines bestimmten Sachverhaltes zieht das Gesetz daraus einen Schluss, der nicht widerlegt werden kann (siehe auch praesumptio iuris tantum).
Praesumptio iuris tantum
„Widerlegliche Vermutung“: Bei Vorliegen eines bestimmten Sachverhaltes zieht das Gesetz daraus einen bestimmten Schluss, es sei denn, das Gegenteil kann bewiesen werden (siehe auch praesumptio iuris et de iure).
Praeter legem
„Am Gesetz vorbei“. Siehe auch contra legem.
Prima facie
„Auf den ersten Anschein“.
Princeps legibus solutus
„Der Herrscher steht über dem Recht“.
Prior tempore, potior iure
„Früher in der Zeit, stärker im Recht“: Entspricht „Wer zuerst kommt, mahlt zuerst“.
Privilegium de non appellando/Privilegium de non evocando
„Appellationsprivileg/Evokationsprivileg“: Gerichtsprivileg, das den Instanzenzug beendet; historische Möglichkeit bestimmter Stände, eigene Gerichte zu unterhalten, gegen die nicht appelliert werden konnte.
Probatio diabolica
„Teuflischer Beweis“: Ein Beweis, der sehr schwer bis praktisch gar nicht zu erbringen ist (wie zum Beispiel der lückenlose Nachweis der Eigentümerkette einer Sache).
Pro bono (publico)
„Zum Wohle (der Öffentlichkeit)“: Bezeichnung für kostenlose anwaltliche Tätigkeit.
Pro domo
„Für das Haus“. Wird häufig als „in eigener Sache“ benutzt.
Pro forma
Nur der Form halber, um der Form zu genügen, nur zum Schein.
Pro futuro
„Für die Zukunft“.
Pro hac vice
„Für dieses (eine) Mal, ausnahmsweise“.
Pro herede gestio
Digestae 11,7,14,8
Annahme der Erbschaft durch schlüssiges Verhalten, beispielsweise Beantragung eines Erbscheins.
Pro viribus
Die Haftung eines Schuldners erfasst nicht sein ganzes Vermögen, sondern ist auf einen Höchstbetrag begrenzt.
propter nova
„Wegen neuer [Beweismittel oder Tatsachen]“; ein Grund für die Wiederaufnahme bzw. in der Schweiz Revision eines rechtskräftig abgeschlossenen Gerichtsverfahrens, der darin besteht, dass neue Beweismittel oder Tatsachen bekannt werden, die im Zeitpunkt des Urteils nicht bekannt waren.
Pro rata temporis
„Zeitanteilig“.
Producta sceleris
Bezeichnung der aus einer Straftat hervorgebrachten „Früchte“.
Prohibente domino
„Gegen den Willen des Geschäftsherrn“.
Proprio motu
„Aus eigenem Beweggrund“. Bezeichnet die Einleitung von Ermittlungen durch die Anklagebehörde am Internationalen Strafgerichtshof, ohne dass eine Überweisung durch einen Vertragsstaat oder den UN-Sicherheitsrat vorliegt.
Protestatio facto contraria
„Ein dem (tatsächlichen) Handeln widersprechender Vorbehalt“. Siehe auch venire contra factum proprium.
Punitur, quia peccatum est
„Bestraft wird, weil gesündigt wurde“ bzw. „Es wird gestraft, weil gefehlt worden ist“: Kernaussage der absoluten Straftheorie, welche in der Strafe den Ausgleich für den, durch den Täter begangenen, Verstoß sieht

## Q
Quae sit actio?
„Was ist das Begehren des Klägers?“: Bezeichnet die Frage nach der Anspruchsgrundlage und damit nach dem durch die Klaganträge vorgegebenen Prozessstoff, § 308 Abs. 1 S. 1 ZPO.
Quaestus liberales
„Freiberuf, freier Beruf“.
Qualitate qua
„In der Eigenschaft als“.
Qui tacet consentire videtur
(a) „Wer schweigt, scheint zuzustimmen“: Büchmann und Liebs haben nur diesen Wortlaut. – Büchmann beruft sich auf Sophokles und Vorläufer; Liebs nennt „Liber Sextus 5, 13, 43 (Bonifaz VIII.)“ und verweist auf viele Stellen im Handelsgesetzbuch von 1897 und im Bürgerlichen Gesetzbuch von 1896.
(b) Zur Negation „Qui tacet consentire non videtur“, „Wer schweigt, scheint nicht zuzustimmen“: Beschreibung eines allgemeinen Grundsatzes, wonach Schweigen eine Willenserklärung nicht ersetzen kann. Ein Beispiel wäre etwa die unverlangte Zusendung einer Ware. Aus der Nicht-Äußerung eines Widerspruchs durch den Empfänger kann nicht geschlossen werden, dass er das Kaufangebot angenommen hat. Der Grundsatz erfährt Ausnahmen im Geschäftsverkehr der Kaufleute und nach den Regeln der Haftung für einen Rechtsschein.
Im deutschen Zivilprozess gibt es eine Ausnahme insofern, als von einer Partei vorgebrachte Tatsachen, die von der Gegenseite nicht ausdrücklich bestritten wurden, als zugestanden gelten, § 138 Abs. 3 ZPO. Hier gilt der gegenteilige Grundsatz Qui tacet consentire videtur.
Quid pro quo
„Was wofür?“: Was wird gegen Was getauscht? Sinnhaft für das Synallagma eines Geschäftes.
Quod non legitur, non creditur oder Quod non est in actis, non est in mundo
„Was nicht in den Akten ist, ist nicht in der Welt“: Was nicht vorgetragen ist und somit nicht zu den Akten gelangt ist, wird bei der richterlichen Entscheidung nicht berücksichtigt.
Quod non est licitum lege, necessitas facit licitum
„Was gesetzlich nicht erlaubt ist, erlaubt die Not“: Umschreibung des Ausnahmezustandes. Im Notfall kann das Gesetz umgangen werden.
Quod omnes tangit ab omnibus approbari debet
„Was alle betrifft, muss von allen gebilligt werden“: Steht für das Einstimmigkeitsprinzip.

## R
Ratio decidendi
„Entscheidungsgrund“, steht für Begründung (z. B. Tatbestand, Erwägungen usw.) in einer Gerichtsentscheidung, die für die Entscheidung tragend sind. Gegensatz ist das obiter dictum.
Ratio legis
„Sinn des Gesetzes“.
Rebus sic stantibus
„In unveränderten Umständen“. Siehe auch Clausula rebus sic stantibus.
Reformatio in peius
„Abänderung ins Schlechte“: Änderung zu Ungunsten.
Rei vindicatio
„Vindikationsklage“: Der Eigentümer kann gegenüber jedem Besitzer die Herausgabe der Sache mittels Vindikation verlangen.
Res extra commercium
„Sachen außerhalb des Privatrechtsverkehrs“. Beispielsweise illegale Betäubungsmittel. Gegensatz ist das res in commercio.
Res habilis
„[Ersitzungs-]fähige Sache“.
Res inter alios acta
„Eine zwischen Anderen vollzogene Angelegenheit“: Römischer Rechtsgrundsatz, wonach das Handeln Anderer einen weder berechtigt noch verpflichtet.
Res ipsa loquitur
„Die Sache spricht für sich selbst“: Offensichtliches darf vom Gericht als gegeben angenommen werden und muss nicht bewiesen werden. Siehe auch Anscheinsbeweis und Beweislastumkehr.
Res iudicata
„Abgeurteilte Sache“: Derselbe Streitgegenstand darf nur einmal gerichtlich beurteilt werden (Ausnahme: Rechtsmittel. Ist eine Streitsache (materiell) rechtskräftig entschieden worden, steht dem Beklagten die Einrede der abgeurteilten Sache offen).
Res mancipi
Siehe mancipatio.
Res nullius cedit occupanti
„Eine herrenlose Sachen kann angeeignet werden“: Siehe Aneignung. Im deutschen BGB §§ 958–964 für bewegliche Sachen, § 928 II für Grundstücke.
Res perit domino
„Die Sache geht beim Eigentümer unter“: Der Eigentümer trägt die Preisgefahr für den zufälligen Untergang der Sache.
Der Rechtssatz entspricht Codex Iustiniani 4.24.9: Pignus in bonis debitoris permanere ideoque ipsi perire in dubium non venit. („Dass ein Pfand im Eigentum des Schuldners verbleibt und deshalb bei ihm untergeht, unterliegt keinem Zweifel.“)
Res sacra
„Heilige Sache“.
Reservatio mentalis
Unbeachtlicher Willensmangel (Mentalreservation).
Restitutio in integrum
Wiedereinsetzung in den vorigen Stand.
Revisio prioris instantiae
„Überprüfung der Vorinstanz“: Revision oder Kassation. Gegensatz ist das novum iudicium.
Roma locuta causa finita
„Rom hat gesprochen, die Sache/der Fall ist erledigt“: Die Entscheidung der höchsten Instanz (gemeint ist die Entscheidung des Papstes) wird rechtskräftig, es ist kein Raum für weitere Diskussionen.
Rubrica legis non est lex
„Die Überschrift des Gesetzes ist nicht das Gesetz“.

## S
Scire leges non hoc est verba earum tenere, sed vim ac potestatem
„Die Gesetze zu kennen heißt nicht, sich an ihren Wortlaut zu halten, sondern an ihren Sinn und Zweck“ (P. Iuventius Celsus).
Sedes materiae
„Sitz des Gegenstandes“/„Gesetzesstelle“: Die für die Rechtsprechung im jeweiligen Fall maßgeblichen Schriftstücke bzw. die für den Fall relevanten Stellen im Gesetzestext, vulgo „Anwendbares Recht“.
Se ut dominum gerere
„Sich wie der Eigentümer aufführen“: Mit einer Sache verfahren, als sei man der Eigentümer, ohne es zu sein.
Servitus in faciendo consistere nequit
„Eine Dienstbarkeit kann nicht in einem Tun bestehen“.
Servitus personarum
„Personaldienstbarkeit“.
Servitus praediorum
„Grunddienstbarkeit“.
Servitus servitutis non datur
„Eine Dienstbarkeit an einer Dienstbarkeit gibt es nicht“.
Si in ea re nihil dolo malo Auli Agerii factum sit neque fiat
„Wenn in dieser Angelegenheit nichts durch die Arglist des Klägers geschehen ist oder geschieht“: Römische Formel der exceptio doli.
Sine ira et studio
„Ohne Zorn und Eifer“: Ohne Parteinahme (Neutralitätsgrundsatz).
Singularia non sunt extendenda
Sonderbestimmungen dürfen nicht ausgedehnt werden
Singuli solidum debent, unum debent omnes
„Die Einzelnen schulden alles, alle schulden nur einmal“: Grundsatz der gesamtschuldnerischen Haftung (Gesamtschuld).
Si non Aulus Agerius fundum, quo de agitur, Numerio Negidio vendidit et tradidit
„Wenn nicht der Kläger das Landgut, um das prozessiert wird, dem Beklagten verkauft und tradiert hat“: Römische Formel der exceptio rei venditae et traditae.
Societas
„Gesellschaft“.
Societas delinquere non potest
„Die Gesellschaft kann nicht delinquieren“: Deliktsunfähigkeit juristischer Personen. Siehe Unternehmensstrafrecht.
Socii mei socius non est socius meus
„Der Gesellschafter meines Gesellschafters ist nicht mein Gesellschafter“: Abwandlung von Res inter alios acta.
Solatium
„Trost“: Schmerzensgeld, Genugtuung.
Solutio indebiti
„Erfüllung einer Nichtschuld“.
Solvendi causa
„In Erfüllung einer Verbindlichkeit“.
Specificatio
„Verarbeitung“.
Stante matrimonio
„Während der Ehe“.
Status quo ante
„voriger Zustand“: stellt die Rechtsfolge des Folgenbeseitigungsanspruchs dar.
Stipulatio alteri
„Stipulation zu Gunsten anderer“: Vertrag zugunsten Dritter.
Parteien: promittens ‚Promittent, Versprechender‘, stipulans ‚Stipulant, Versprechensempfänger‘, alteri oder tertius ‚begünstigter Dritter‘.
Subpoena
„Unter Strafe“: Strafbewehrte gerichtliche Ladung.
Subpoena ad testificandum
„Unter Strafe zur Aussage“: Strafbewehrte Zeugenvorladung.
Subpoena duces tecum
„Unter Strafe wirst du mit dir führen“: Strafbewehrte Ladung zur Vorlegung von Beweismaterial (sinngemäß „Es ist mitzubringen“); siehe duces tecum.
Sui generis
„Eigener Art“.
Sui heredes necessarii
„Notwendige Erben“: Pflichtteilserben, Noterben.
Summum ius summa iniuria.
„Das höchste Recht ist das höchste Unrecht“: Wer nur nach den Gesetzesbuchstaben urteilt oder sein Recht durch schlaue Interpretation (callida iuris interpretatione) strengstens wahrt, tut unrecht, übervorteilt oder handelt lieblos (Cicero, De officiis).
Superficies
„Oberfläche“: Erbbaurecht.
Parteien: superficarius ‚Erbbauberechtigter‘, dominus soli ‚Erbbaurechtsgeber‘.
Superficies solo cedit
„Der Überbau folgt dem Boden“: Ein Haus teilt das rechtliche Schicksal seines Grundstücks. Ausnahmen:
1. Superädifikate (in Österreich)
2. Erbbaurecht
3. Kellereigentum

Superfluum
„Überfluss“: Anspruchsübersteigender Ertrag einer verpfändeten Sache.
Suum cuique
„Jedem das Seine“: Grundsatz, der bis in die Antike reicht und nach dem jeder – im Sinne einer Umschreibung von allgemeiner Gerechtigkeit – das erhalten soll, was ihm auch wirklich zusteht. Heutzutage ist der Spruch jedoch eher dadurch bekannt, dass ihn die Nationalsozialisten (in deutscher Sprache) über dem Eingangstor des Konzentrationslagers Buchenwald angebracht haben, um damit die inhaftierten Juden zu verhöhnen.

## T
Tantum devolutum, quantum appellatum
„So weit abgewälzt, wie weit angefochten“: Bezeichnet den Devolutiveffekt von Rechtsbehelfen.
Terminus medius non datur
„Eine Norm hat Geltung, wenn sie die nicht hat, ist sie keine Norm“ (sinngemäß; jap. Autor).
Terra Nullius
„Niemandsland“.
Tertium comparationis
„Vergleichbares Drittes“: Kriterium, welches gemeinsam mit dem genus proximum für die Bestimmung des tauglichen Vergleichspaars im allgemeinen Gleichheitssatz herangezogen wird.
Tertium non datur
„Ein Drittes ist nicht gegeben“: Prinzip des zwischen zwei kontradiktorischen Gegensätzen stehenden ausgeschlossenen Mittleren.
Testis non est iudicare
„Der Zeuge hat nicht zu urteilen“: Er hat im Umkehrschluss lediglich seine Wahrnehmungen mitzuteilen.
Titulus und modus
„Rechtsgrund/-titel und Übertragungsart“.
Tres faciunt collegium
„Drei machen ein Kollegium“: ein römisches collegium musste aus mindestens drei Personen bestehen, um Patt-Situationen in Abstimmungen zu vermeiden.
Wird von einigen in der modernen Rechtswissenschaft als Argument herangezogen, um den sachlichen Schutzbereich der Versammlungsfreiheit des Art. 8 Abs. 1 GG zu definieren.
Tu quoque
„Auch du“: Als
1. Argumentum ad hominem bzw. als
2. Ausfluss des kategorischen Imperativs.

Turpis causa
„Sittenwidriger Zweck“.
Tutela
„Vorsorge, Schutz“: Vormundschaft.
Parteien: tutor ‚Vormund‘, pupillus ‚Mündel‘.
Tutor in rem suam auctor fieri non potest
„Ein Vormund kann in eigener Sache nicht der Ermächtigte sein“
Tutor rem pupilli emere non potest
„Der Vormund kann von seinem Mündel nichts kaufen“: Grundsätzliches Verbot des Insichgeschäfts (Selbstkontrahierungsverbot, vgl. § 181 BGB).

## U
Ubi eadem legis ratio, ibi eadem legis dispositio
Wo der Grund (der Gedanke) des Gesetzes gleich ist, ist auch die Anordnung des Gesetzes gleich (Analogieschluss – gemeines Recht)
Ubi iudex, ibi ius
„Wo ein Richter, da ein Urteil“.
Ubi iudicat, qui accusat, vis, non lex valet.
„Wo der Ankläger zugleich richtet, gilt Gewalt, nicht das Gesetz.“.
Vergleiche heute § 22 StPO!
Ubi ius, ibi remedium
„Wo Recht ist, ist eine Abhilfe“.
Ubi societas ibi ius
„Where there is society, there is law“ (zit. nach Hugo Grotius). – „Wo es eine Gesellschaft gibt, gibt es ein Gesetz“
Ultima Ratio
„Letzte (ultimative) Lösung“.
Ultra posse nemo obligatur
„Niemand ist über seine Fähigkeiten hinaus verpflichtet“. Man ist nicht verpflichtet, etwas zu erbringen, was für einen selbst oder für jedermann unmöglich ist (vgl. § 275 BGB).
Ultra vires nemo obligatur
Siehe Ultra posse nemo obligatur
Uno contextu
„Ohne Unterbrechung“.
Uno actu
„durch eine Handlung“: Zwei (rechtsgeschäftliche) Handlungen werden in bzw. mit einem realen Akt vollzogen (Bsp.: Bei Dienstleistungen fallen die Produktion durch den Anbieter und der Konsum durch den Verbraucher zeitlich auf denselben Punkt zusammen – siehe Uno-actu-Prinzip)
Usucapio libertatis
„Freiheitsersitzung“: Verjährung einer bestehenden Dienstbarkeit
Usus facti
„Gebrauchsrecht“
Uti possidetis
„Wie ihr besitzt“: Prinzip der starren Grenzen im Völkerrecht.

## V
Venditio rei speratae
„Verkauf einer erhofften Sache“: Kaufvertrag über eine zukünftig entstehende Sache, für die der Kaufpreis nur zu entrichten ist, wenn die erhoffte Sache auch entsteht. Siehe auch: emptio rei speratae.
Venditio spei
„Hoffnungsverkauf“: Kaufvertrag über eine zukünftig entstehende Sache mit Chance auf einen möglichen Gewinn. Der Käufer muss dabei auch dann den Kaufpreis entrichten, wenn sich die Hoffnung auf den Gewinn nicht erfüllt. Siehe auch: emptio spei.
Venia Docendi (auch Facultas Docendi)
„die Erlaubnis zu lehren“: Lehrbefähigung für ein bestimmtes Fach an z. B. einer Universität. Sie weist nach, dass man in der Lage ist eigenständig wissenschaftliche Forschung zu betreiben und darüber hinaus auch zu lehren.
Venia Legendi
„die Erlaubnis vorzulesen“: Lehrberechtigung ein bestimmtes Fach an z. B. einer Universität selbstständig zu lehren. Während es sich bei der Facultas Docendi nur um den Nachweis der Fähigkeit handelt, stellt die Venia Legendi die Erlaubnis dazu dar.
Venire contra factum proprium
„Auftreten gegen eine eigene Handlung“: Verbot, sich zu seinem vorherigen Tun in Widerspruch zu setzen.
Verba legalia
„Wortlaut des Gesetzes“
Versari in re illicita
„Wer sich auf verbotenes Gebiet begibt, dem werden alle Folgen zugerechnet, die sich aus seinem unerlaubten Tun ergeben“: Strafbarkeitsgrundsatz, welcher dem modernen Schuldstrafrecht fremd ist.
Via executoria
„Exekutorischer Weg“: Zwangsvollstreckung zufolge einem Vollstreckungstitel.
Via juris
„Auf dem Rechtsweg“: Befassung mit einer Sache mittels der Gerichte, Gerichtsverhandlung, im Gegensatz zur Selbsthilfe.
Vis absoluta
„Willensbrechende Gewalt“ (wörtlich absolute Gewalt): Die Bildung einer eigenen Willenserklärung durch das betroffene Rechtssubjekt wird mit Gewalt verhindert. Beispiel: Das Fesseln einer Person.
Vis compulsiva (auch vis relativa)
„Willensbeugende Gewalt“ (wörtlich drängende Gewalt): Die Bildung einer eigenen Willenserklärung durch das betroffene Rechtssubjekt wird (anders als bei vis absoluta) nicht ausgeschlossen, sodass die Handlung der Wille des Rechtssubjekt ist, sei diese auch durch einen Dritten beeinflusst. Beispiel: Erzwingen einer Handlung durch die Zufügung von Schmerzen.
Vis cui resisti non potest
„Eine Gewalt, gegen die man keinen Widerstand leisten kann“. Beispielsweise Naturkatastrophen (höhere Gewalt)
Vis maior
„Höhere Gewalt“: unabwendbares, unvorhersehbares und schadenverursachendes Ereignis, das von außen einwirkt.
Vitia, quae ex ipsa re oriuntur
„Mängel, die in der Sache selbst auftreten“. Römischrechtliche Gefahrtragungsregel bei Miet- und Pachtverträgen
Vitium in contrahendo
„Mangel beim Abschluss eines Vertrages“. Willensmangel bei Vertragsabschluss, durch z. B. Irrtum, Täuschung und Drohung.
Volenti non fit iniuria
„Dem Einwilligenden geschieht kein Unrecht“: Der Grundsatz besagt, dass die Einwilligung des Verletzten im Strafrecht die Rechtswidrigkeit des tatbestandlichen und damit unrechtmäßigen Verhaltens beseitigt.
Voluntatis declaratio
„Willenserklärung“.